# Грозный
Гро́зный (чечен. Соьлжа-ГӀала, от чечен. Соьлжа — Сунжа + гӀала — город), в 1998—2000 годах — Джохар (чечен. Dƶoxar) — город на Северном Кавказе, на юге России, столица Чеченской Республики. Город республиканского значения, в состав района не входит, образуя городской округ город Грозный. Город воинской славы России с 6 апреля 2015 года.
Расположен на обоих берегах реки Сунжи. Один из крупнейших городов Северного Кавказа: второе место по площади и третье — по населению (399 286 чел. на 2025 год, что составляет 25,33 % населения республики).

## Этимология
Название города на русском языке:

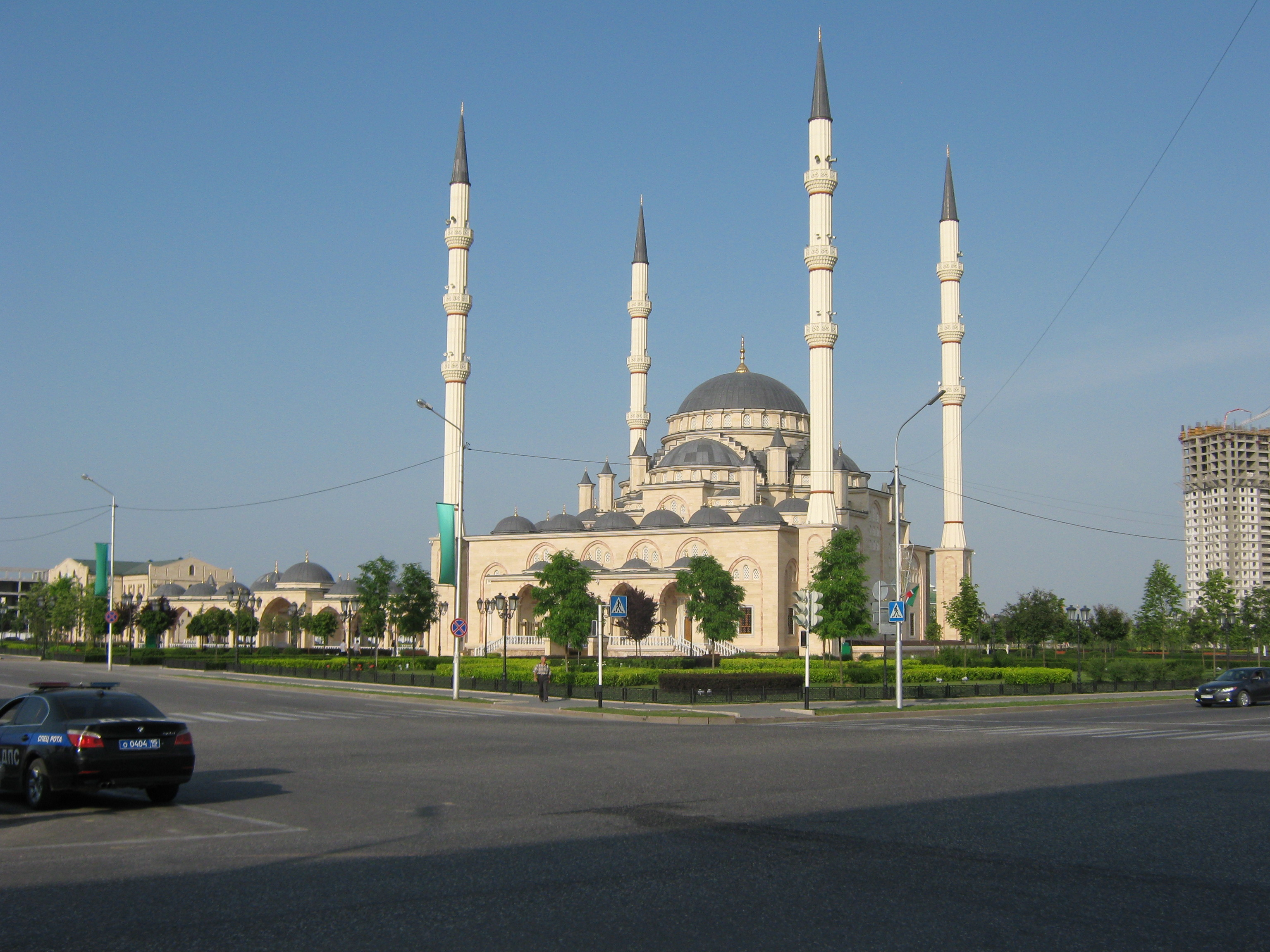
Мечеть «Сердце Чечни»

- 1818 — 30 декабря 1869 (по новому стилю — 11 января 1870) — крепость Грозная[6]
- 30 декабря 1869 — город Грозный
- На чеченском языке: «Соьлжа-ГӀала»[7]
- В 1998—1999 годах администрация непризнанной Чеченской Республики Ичкерия (ЧРИ), контролировавшая город, переименовала Грозный в Джохар-ГӀала (город Джохара) в честь лидера ЧРИ Джохара Дудаева.

В 2000 году Глава Чечни Ахмат Кадыров, когда зашёл разговор о перенесении столицы в менее разрушенный войной Гудермес, заявил, что столицей Чечни останется Грозный. По его словам, «вся история Чечни тесно связана с Грозным, и поэтому нельзя переносить столицу».
В 2005 году чеченский парламент предложил переименовать город Грозный в город Ахмадкала (Ахмад-Кала) в честь погибшего президента Ахмад-Хаджи Кадырова. Предложение было отклонено Рамзаном Кадыровым.

## История
В 1801—1810 годах в состав Российской империи вошла Грузия, в 1803—1813 годах — Восточное Закавказье (по Гюлистанскому миру). Но эти земли были отделены от основной территории России Кавказскими горами, населёнными воинственными горскими народами, которые совершали набеги на земли, признавшие власть России, и мешали сношениям с Закавказьем.
После окончания войн в Европе против наполеоновской Франции правительство Александра I смогло активизировать свои действия на Кавказе, сосредоточив там значительные военные ресурсы. В 1816 году командиром Отдельного Грузинского корпуса и управляющим гражданской частью в Грузии, Астраханской и Кавказской губерниях был назначен генерал Алексей Ермолов. Он предложил план покорения горного Кавказа, который предусматривал отказ от тактики карательных экспедиций в пользу регулярной осады горных районов путём прорубки широких просек в лесах, прокладки дорог и создания оборонительных линий из форпостов и крепостей. Враждебно настроенные аулы должны были предаваться разрушению, сжигаться дотла, а население подлежало переселению на равнину под надзор русских войск.
Очагов сопротивления на Кавказе было два: на востоке от Военно-Грузинской дороги — Чечня и Горный Дагестан, на западе — абхазы и черкесы. В центре Кавказских гор жили лояльные России народы — осетины и ингуши. На территории нынешнего Грозного находилось до 20 чеченских аулов и хуторов, которые были уничтожены войсками генерала Ермолова.
В 1817 году Ермолов начал выдвижение левого фланга Кавказской линии на юг — с реки Терек на Сунжу, формируя Сунженскую линию. В октябре 1817 года был усилен Назрановский редут, построенный ещё в 1809 году при ингушских селениях, а в среднем течении Сунжи было заложено укрепление Преградный Стан. В 1818 году в низовьях Сунжи была основана крепость Грозная. Продолжением Сунженской укреплённой линии стали крепости Внезапная (1819) и Бурная (1821).

### Крепость

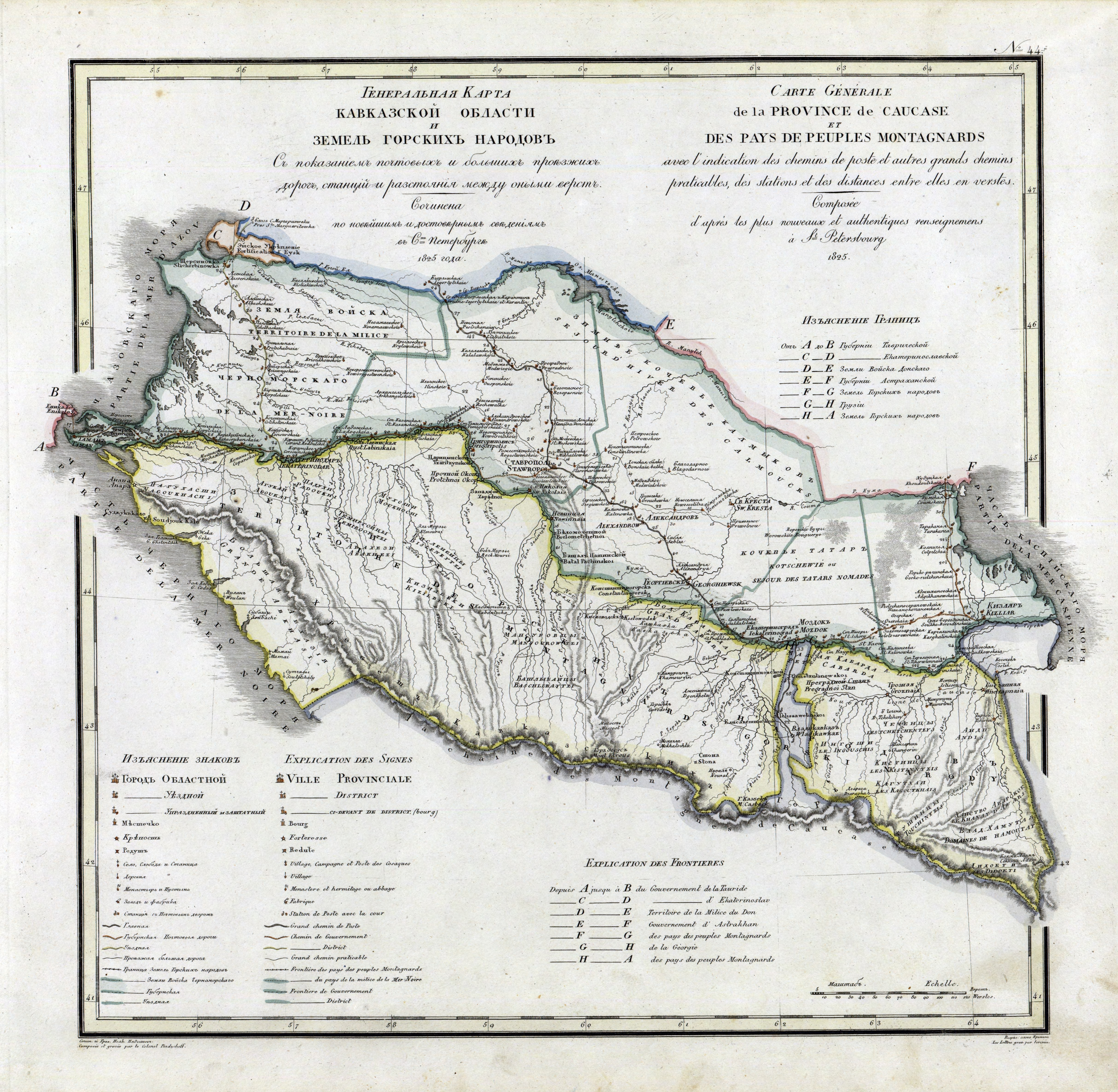
Крепость Грозная на карте Кавказской области и Земли Горских Народов (1825)

Крепость Грозная была заложена 22 июня 1818 года. Выбранное место находилось в 6 верстах от входа в Ханкальское ущелье (урочище Хан-Кале) — ущелье между двумя невысокими хребтами, которое считалось неприступным. Крепость была призвана блокировать чеченским горцам выход на равнину через Ханкальское ущелье.
Пять тысяч русских солдат возвели крепость за 4 месяца. Это место тогда считалось самой «горячей» точкой на Северном Кавказе, поэтому и крепость назвали Грозной. Крепость представляла собой правильный шестиугольник, окружённый рвом шириной 20 метров. Каждый угол шестиугольника являлся бастионом, на котором стояли пушки.
Уже к 1825 году около крепости образовался форштадт, который, однако, был слабо защищён. В июле 1825 года в Чечне вспыхнуло восстание. Горцы во главе с Бейбулатом овладели постом Амараджиюрт (Аммир-Аджа-Юрт), пытались взять крепости Герзель и Грозную. Однако в 1826 году восстание Бейбулата было подавлено.
В крепости бывали русские поэты Александр Грибоедов, Александр Полежаев, Михаил Лермонтов, классик русской литературы Лев Толстой, декабрист и писатель А. А. Бестужев-Марлинский и другие известные деятели русской культуры.
В октябре 1850 года в крепости побывал наследник российского престола 32-летний Александр Николаевич. В честь его приезда в крепости были построены Александровские ворота. После Октябрьской революции они были переименованы в Красные ворота, а в 1932 году снесены при прокладке трамвайной линии.
С завершением в 1859 году военных действий в Чечне, наместник Кавказа Александр Барятинский распорядился об организации в Грозной с 1860 года двух ярмарок — весенней и осенней. В 1860 году по указу императора Александра II была образована Терская область. В области создавалось «военно-народное управление», для которого была характерна раздельная система администрации для гражданского, казачьего и горского управления.

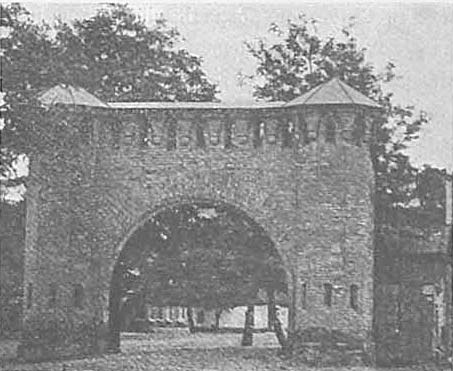
Крепостные ворота Грозного
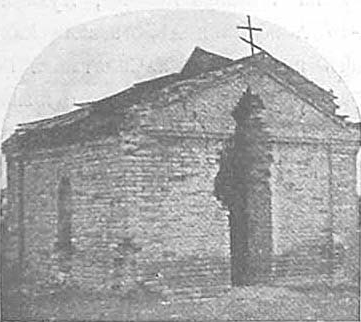
Часовня крепости, Грозный
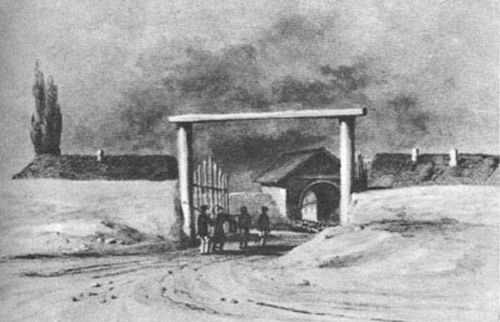
Крепость Грозная (на этом месте впоследствии была построена библиотека им. Чехова)
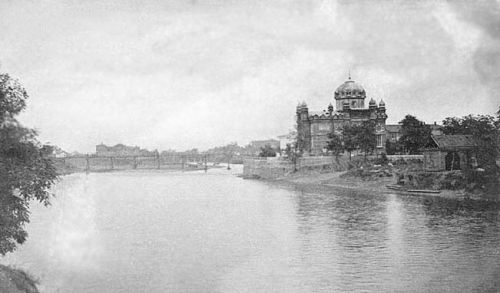
Вид на Грозный и реку Сунжа
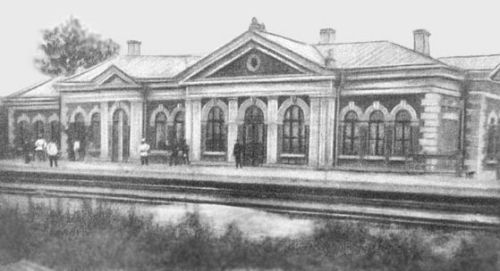
Грозный. Старый ж/д вокзал
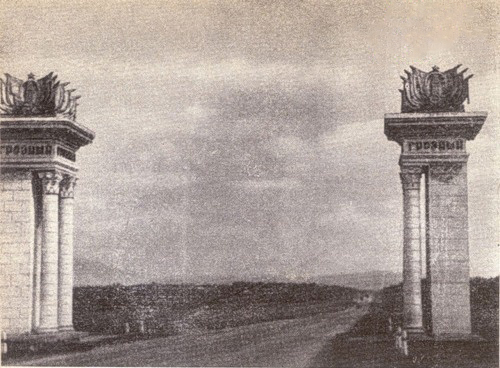
Грозный. Въезд
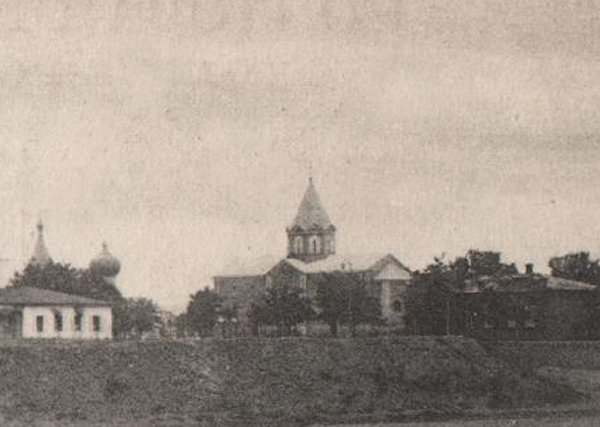
Армянская церковь

### Город
30 декабря 1869 года крепость Грозная, которая уже утратила стратегическое значение, была преобразована в город Терской области, а в 1871 году Грозный стал окружным городом.
По состоянию на 1883 год в Грозном насчитывалось 6 религиозных учреждений, 1 мечеть, 3 церкви — православная, армянская и католическая, 2 синагоги.
В начале 1890-х в районе города была начата промышленная добыча нефти. Тогда же возникла необходимость в постройке железной дороги. Ветка Владикавказской железной дороги, проложенная от Беслана до Грозного, была завершена к 1 мая 1893 года, а 6 октября этого же года была пробурена первая нефтяная скважина.
В развитии нефтяной промышленности города Грозного принимал участие основатель Нобелевской премии Альфред Нобель.
Грозный стал одним из крупнейших промышленных центров Кавказа.

### Революция и годы гражданской войны

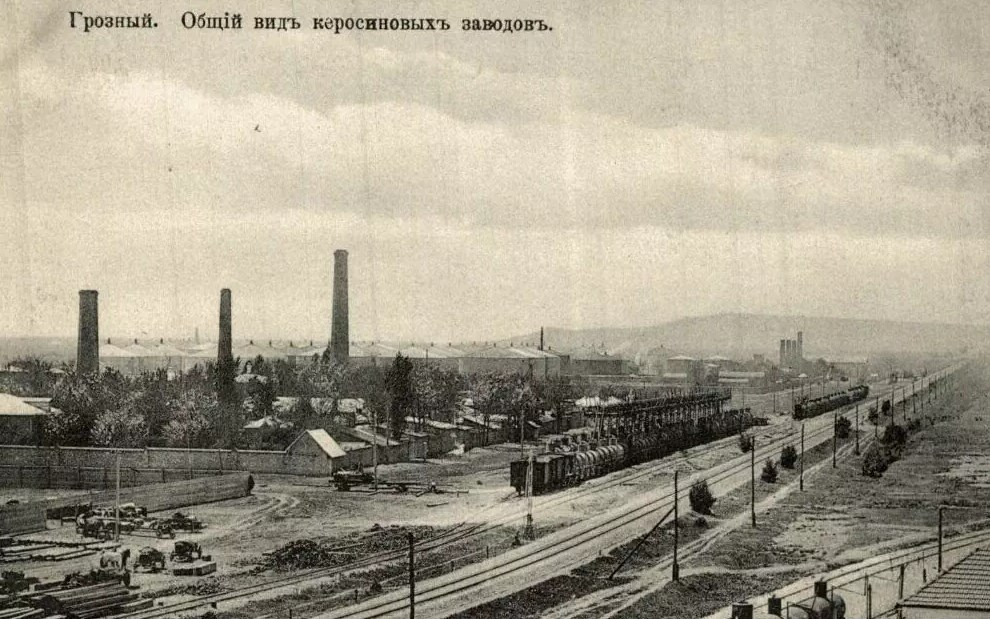
Общий вид на Грозный, 1910-е года

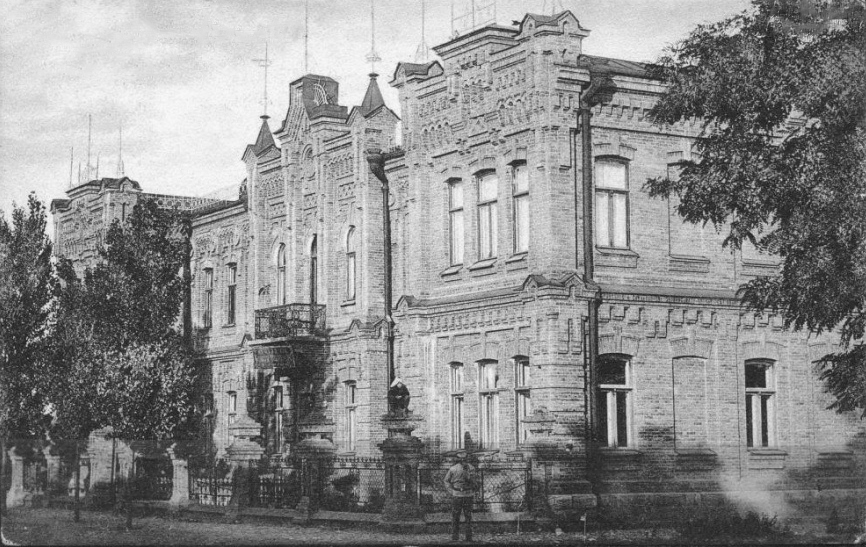
Пушкинское училище. В период стодневных боёв в здании размещался Совет рабочих и военных депутатов

После победы Февральской революции в марте 1917 года, в Грозном был создан Гражданский комитет — орган Временного правительства, образован Грозненский совет рабочих, солдатских и казачьих депутатов, проведён Чеченский съезд, на котором был избран «Чеченский национальный совет».
8 ноября 1917 года была установлена советская власть.
В декабре 1917 года Чеченский совет во главе с Тапой Чермоевым предъявил ультиматум Грозненскому Совету рабочих депутатов с требованием разоружить рабочих и революционных солдат. После этого чеченские части «Дикой дивизии» захватили город. Был сформировано Временное Терско-Дагестанское правительство.
В январе 1918 года войска Красной армии, прибывшие из Моздока, захватили Грозный. Власть перешла в руки Военно-революционного комитета.
2 апреля 1918 года в город вошли войска Кавказской Добровольческой Армии генерала П. Н. Врангеля.
С августа по ноябрь 1918 года в городе проходили так называемые «стодневные бои». 11 августа 1918 года войска терских казаков численностью до 12 тысяч чел. под командованием Георгия Бичерахова предприняли попытку захватить Грозный, который являлся центром советской власти в Терской области. Большевики собрали отряд в три тысячи человек, которыми руководил командующий городским гарнизоном Николай Гикало. 12 ноября 1918 года одновременным ударом осаждённых из города и красных казаков Александра Дьякова осада Грозного, длившаяся более трёх месяцев, была снята.
В 1920 году части 11-й Красной армии захватили власть в Грозном. Чечня и Ингушетия были включены в состав Горской АССР.
Во время гражданской войны в 1919 году в Грозном несколько раз побывал писатель Михаил Булгаков принимавший участия в боевых действиях на стороне частей ВСЮР.

### СССР
В конце 1920 и начале 1921 годов в предгорных и горных районах Северного Кавказа с преобладающим нерусским населением были организованы две новые советские автономии — Дагестанская АССР и Горская АССР. При этом Горская АССР была разделена на 7 национальных округов, одним из которых стал Чеченский национальный округ. Его центром стал город Грозный.
В ноябре 1922 года Чеченский национальный округ был выделен из Горской АССР и преобразован в Чеченскую автономную область. Грозный, однако, не входил в состав области и имел статус автономного города.
В 1926—1928 годах по проекту архитектора К. А. Дулина в Грозном было устроено водоснабжение.
1 апреля 1929 года город Грозный, имевший статус автономного города в составе Северо-Кавказского края, включён в состав Чеченской АО постановлением ВЦИК.
С 15 января 1934 года, после объединения Чеченской и Ингушской АО, Грозный — центр Чечено-Ингушской автономной области, с 5 декабря 1936 года столица Чечено-Ингушской АССР.
Летом 1942 года из группы немецких армий «Юг» были образованы две группы армий: «А» и «Б». Группе армий «А» ставилась задача захвата Грозненского и Бакинского нефтеносных районов, и далее захват нефтяных месторождений Ирана и Ирака. Группа армий «Б» была нацелена на Сталинград. Неудавшееся наступление войск Юго-Западного фронта с Барвенковского выступа на Харьков привели к его разгрому и к тяжёлым последствиям на юге страны. 23 июля 1942 года немецкие войска прорвали фронт под Ростовом-на-Дону. В течение месяца немцы захватили Кубань. В конце августа 1942 года войска вермахта заняли Прохладный, Нальчик, Моздок. 3 сентября 1942 года Клейст отдал приказ моздокской группировке о наступлении на Орджоникидзе, и вдоль железнодорожной ветки «Прохладный — Грозный» — на Грозный. Однако немецким войскам конечной цели, поставленной Клейстом, достичь не удалось — ожесточённые бои развернулись под Малгобеком и Орджоникидзе. Войска вермахта предприняли в сентябре несколько попыток прорыва фронта, но были остановлены и измотаны, и в октябре сами перешли к обороне. 1 января 1943 года советские войска перешли в наступление — началось освобождение Северного Кавказа от оккупантов.
Когда немцы поняли, что взять Грозный им не удастся, 10—15 октября 1942 года стали бомбить грозненские нефтепромыслы, нефтехранилища и нефтеперерабатывающие заводы. Горели нефтепромыслы, горела Сунжа от вылившихся в неё нефтепродуктов. Пожары были потушены в течение нескольких дней. В кратчайшие сроки нефтяники и энергетики восстановили работоспособность промышленных объектов. Грозный вновь стал давать необходимые фронту и тылу нефтепродукты. В память о подвиге грозненских пожарных в те дни, в Шейх-Мансуровском районе города (перед пожарной частью) после войны был установлен памятник.
7 марта 1944 года, в связи с депортацией чеченцев и ингушей, город стал центром Грозненского округа в составе Ставропольского края, но уже 22 марта 1944 он вновь получил статус центра отдельного региона — Грозненской области, а с 9 января 1957 года, после реабилитации чеченцев и ингушей,— столицы воссозданной ЧИАССР.
Согласно первому американскому плану атомной войны против СССР («План «Тоталити»»), Грозный являлся одним из 20 городов-целей для удара атомными бомбами.

#### Массовые беспорядки в 1958 году
Массовое возвращение чеченцев и ингушей, не имевшее должного организационного обеспечения и саботируемое местной властью, приводило к возникновению напряжённости, ссорам, скандалам и дракам, росту преступности. В 1958 году в Грозном произошли массовые беспорядки, продолжавшиеся несколько дней. Поводом для них послужило убийство русского парня, произошедшее на фоне обострившейся межнациональной напряжённости. Случившееся было использовано шовинистически настроенными представителями местного партийного руководства и спецслужб, стремившимися сорвать процесс восстановления автономии. Массовая (до 10 тысяч человек) античеченская демонстрация и митинг в центре Грозного переросли в чеченский погром и в антисоветское выступление. В его ходе были захвачены некоторые партийные и государственные здания, а также почтамт и вокзал.
Руководство местного отделения КГБ во главе со Шмойловым распространяло слухи о мести чеченцев и пресекало попытки войск и милиции успокоить толпу. Среди манифестантов были замечены некоторые ответственные партийные работники и члены их семей. Партийных и советских функционеров, пытавшихся остановить митингующих, силой заставляли стоять в почётном карауле у гроба погибшего. Требования митингующих состояли в немедленной повторной депортации чеченцев и ингушей, восстановлении Грозненской области и введении жёстких ограничений (не более 10 %) на поселение в ней горцев.
В ночь на 28 августа митинг был разогнан силами войсковых подразделений, его участники позже подверглись аресту и тюремному заключению.

#### Митинг в Грозном (1973)
В январе 1973 года в Грозном прошёл митинг ингушей с требованиями территориальной реабилитации ингушского народа. Через три дня митинг был разогнан войсками с применением водомётов.

### После распада СССР
1 октября 1991 года Общенациональный конгресс чеченского народа под руководством Джохара Дудаева объявил о разделении Чечено-Ингушетии на суверенную Чеченскую Республику (столица — Грозный) и Ингушскую Республику в составе РСФСР.
Во время Первой чеченской войны шли бои вокруг здания бывшего республиканского комитета Компартии («Президентского дворца») в Грозном (январь 1995 года). В конце 1994—начале 1995 годов город брался штурмом вооружёнными силами Российской Федерации, в августе 1996 года — объединёнными силами Чеченской Республики Ичкерия. Также город брали штурмом российские войска во время Второй Чеченской войны (зима 1999—2000 годов).
Во время всех этих событий город был практически разрушен; в том числе был полностью уничтожен центральный район города.

## Физико-географическая характеристика
Город расположен в центральной части республики, окружён Грозненским (с запада, севера и востока) и Урус-Мартановским (с юга) районами Чечни.
Грозный находится в часовой зоне МСК (московское время). Смещение применяемого времени относительно UTC составляет +3:00.
В соответствии с применяемым временем и географической долготой средний солнечный полдень в Грозном наступает в 11:57.

### Климат
Климат Грозного умеренно континентальный с мягкой зимой и жарким и длительным летом. Грозный не защищён от северных холодных ветров, и поэтому, в отличие от черноморского побережья Краснодарского края, зима в городе значительно холоднее. Иногда возможны сильные морозы (-20 °C и ниже).
Лето в Грозном жаркое и длительное, жара порой превышает +35 °C в тени. Осадки летом нерегулярны и сильно варьируются от месяца к месяцу.
| Показатель | Янв.  | Фев.  | Март  | Апр. | Май  | Июнь | Июль | Авг. | Сен. | Окт. | Нояб. | Дек.  | Год   |
| --- | ----- | ----- | ----- | ---- | ---- | ---- | ---- | ---- | ---- | ---- | ----- | ----- | ----- |
| Абсолютный максимум, °C | 14,1  | 22,3  | 29,7  | 33,7 | 38,1 | 39,1 | 40,7 | 41,4 | 36,8 | 32,5 | 23,7  | 18,0  | 41,4  |
| Средний суточный максимум, °C | 0,6   | 2,5   | 8,7   | 17,9 | 23,7 | 27,9 | 30,5 | 29,7 | 24,7 | 16,6 | 9,3   | 3,2   | 16,3  |
| Средняя температура, °C | −3,2  | −2,1  | 2,9   | 10,5 | 16,7 | 21,2 | 23,9 | 23,0 | 17,7 | 10,4 | 4,3   | −0,8  | 10,4  |
| Средний суточный минимум, °C | −6,2  | −4,9  | −0,5  | 5,4  | 11,0 | 15,4 | 18,2 | 17,2 | 12,7 | 6,1  | 1,8   | −3    | 6,1   |
| Абсолютный минимум, °C | −31,5 | −30,8 | −19,1 | −7,6 | −3,1 | 5,6  | 9,2  | 5,0  | −2,7 | −9,6 | −23,5 | −26,6 | −31,5 |
| Норма осадков, мм | 19    | 21    | 23    | 33   | 57   | 72   | 57   | 44   | 33   | 30   | 26    | 24    | 439   |
| Источник: «Гидрометцентр». meteoinfo.ru. Дата обращения: 17 ноября 2024., «Thermo Karelia.Ru». thermo.karelia.ru. Дата обращения: 17 ноября 2024. |       |       |       |      |      |      |      |      |      |      |       |       |       |

| С-З | Пятигорск ~ 295 км Ставрополь ~ 466 км          | Волгоград ~ 813 км Москва ~ 1854 км | Астрахань ~ 468 км                                  | С-В |
| З   | Назрань ~ 92 км Нальчик ~ 205 км Сухум ~ 678 км | Роза ветров                         | Хасавюрт ~ 81 км Махачкала ~ 164 км Актау ~ 1733 км | В   |
| Ю-З | Владикавказ ~ 113 км Цхинвал ~ 274 км           | Тбилиси ~ 309 км Ереван ~ 583 км    | Дербент ~ 285 км Баку ~ 537 км                      | Ю-В |

## Население
| 1897     | 1913     | 1923     | 1926     | 1931     | 1937     | 1939     | 1956     | 1959     | 1962     | 1967     |
| -------- | -------- | -------- | -------- | -------- | -------- | -------- | -------- | -------- | -------- | -------- |
| 16 000   | ↗35 800  | ↗49 200  | ↗70 898  | ↗148 915 | ↗157 315 | ↗172 448 | ↗226 000 | ↗242 068 | ↗280 000 | ↗331 000 |
| 1970     | 1973     | 1975     | 1976     | 1979     | 1982     | 1985     | 1986     | 1987     | 1989     | 1990     |
| ↗341 259 | ↗363 000 | ↗368 000 | →368 000 | ↗375 326 | ↗384 000 | ↗390 000 | ↗392 000 | ↗404 000 | ↘399 688 | ↘399 000 |
| 1991     | 1992     | 1993     | 1996     | 2002     | 2003     | 2004     | 2005     | 2006     | 2007     | 2008     |
| ↗401 000 | ↘388 000 | ↘364 000 | ↘186 000 | ↗210 720 | ↘210 700 | ↗213 700 | ↗215 700 | ↗218 200 | ↗222 000 | ↗226 100 |
| 2009     | 2010     | 2011     | 2012     | 2013     | 2014     | 2015     | 2016     | 2017     | 2018     | 2019     |
| ↗231 215 | ↗271 573 | ↗271 600 | ↗275 627 | ↗277 414 | ↗280 263 | ↗283 659 | ↗287 410 | ↗291 687 | ↗297 137 | ↗301 253 |
| 2020     | 2021     | 2023     | 2024     | 2025     |          |          |          |          |          |          |
| ↗305 911 | ↗328 533 | ↗331 402 | ↗333 672 | ↗399 286 |          |          |          |          |          |          |

На 1 января 2025 года по численности населения город находился на 50-м месте из 1124 городов Российской Федерации.
 Национальный состав 
Национальный состав населения города по данным Всесоюзной переписи населения 1926 года.
| Народ         | Численность, чел. | Доля от всего населения, % |
| ------------- | ----------------- | -------------------------- |
| великороссы   | 49 188            | 69,38 %                    |
| армяне        | 5257              | 7,41 %                     |
| украинцы      | 4722              | 6,66 %                     |
| чеченцы       | 1594              | 2,25 %                     |
| татары        | 1538              | 2,17 %                     |
| евреи горские | 1475              | 2,08 %                     |
| белорусы      | 1465              | 2,07 %                     |
| евреи         | 1264              | 1,78 %                     |
| другие        | 4395              | 6,20 %                     |
| всего         | 70 898            | 100,00 %                   |

Национальный состав населения города по данным Всероссийской переписи населения 2010 года
| Народ                       | Численность, чел. | Доля от всего населения, % |
| --------------------------- | ----------------- | -------------------------- |
| чеченцы                     | 254 558           | 93,73 %                    |
| русские                     | 8961              | 3,30 %                     |
| кумыки                      | 1376              | 0,51 %                     |
| ингуши                      | 992               | 0,37 %                     |
| аварцы                      | 710               | 0,26 %                     |
| табасараны                  | 608               | 0,22 %                     |
| лезгины                     | 365               | 0,13 %                     |
| казахи                      | 310               | 0,11 %                     |
| татары                      | 280               | 0,10 %                     |
| другие                      | 2926              | 1,08 %                     |
| не указавшие и отказавшиеся | 487               | 0,18 %                     |
| всего                       | 271 573           | 100,00 %                   |

По итогам переписи населения 2020 года проживали следующие национальности (национальности менее 0,1 % и другое см. в сноске к строке «Другие»):
| Национальность | Численность, чел. | Доля     |
| -------------- | ----------------- | -------- |
| Чеченцы        | 313 896           | 95,54 %  |
| Русские        | 7612              | 2,32 %   |
| Кумыки         | 907               | 0,28 %   |
| Табасараны     | 879               | 0,27 %   |
| Аварцы         | 659               | 0,20 %   |
| Ингуши         | 637               | 0,19 %   |
| Азербайджанцы  | 628               | 0,19 %   |
| Лезгины        | 598               | 0,18 %   |
| Другие         | 2717              | 0,83 %   |
| Итого          | 328 533           | 100,00 % |

## Административное устройство

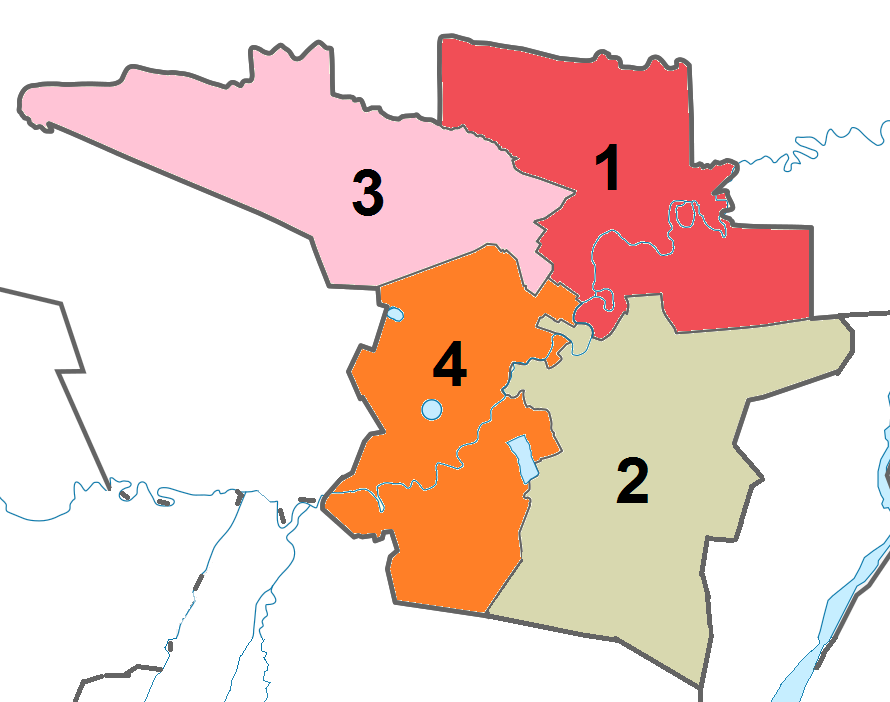
Внутригородские районы города Грозного:
1. Ахматовский;
2. Байсангуровский;
3. Висаитовский;
4. Шейх-Мансуровский.

### Административное деление
Грозный составляет отдельную административно-территориальную единицу (город республиканского значения) и муниципальное образование (городской округ город Грозный) площадью 360,78 км² (до 2019 года — 324,15 км²).
Территория города разделена на 4 внутригородских района:
| № | Название                | Население (чел.) |
| - | ----------------------- | ---------------- |
| 1 | Ахматовский район       | ↗106 615         |
| 2 | Байсангуровский район   | ↗81 126          |
| 3 | Висаитовский район      | ↗68 708          |
| 4 | Шейх-Мансуровский район | ↗77 223          |

Городской округ г. Грозного на карте Чеченской Республики

1 января 2020 года из состава Грозненского района в городской округ город Грозный переданы территории Пригородненского и Гикаловского сельских поселений (село Пригородное и посёлок Гикало). Законом от 6 мая 2020 года Гикало и Пригородное к 1 января 2021 года в качестве внутригородских посёлков были включены в городскую черту города Грозного, в Октябрьский (Байсангуровский) район.

### Местное самоуправление
Структуру органов местного самоуправления города Грозного составляют:
1. представительный орган города Грозного — Совет депутатов города Грозного;[97]
2. Глава города Грозного — высшее должностное лицо города Грозного;
3. исполнительно-распорядительный орган города Грозного — Мэрия города Грозного;[98]
4. контрольный орган города Грозного — Контрольно-счётная палата города Грозного[99].

Мэром города с 26 июля 2018 года является Закриев Якуб Салманович.
Главой города (исполняющим полномочия Председателя Совета депутатов города Грозного) является Хизриев Заур Хайдарович.

## Архитектура
По состоянию на весну 2011 года, в городе происходил массовый новострой. Наиболее примечательными объектами являются:
- комплекс «Грозный-Сити», состоящий из 8 зданий:

- - Жилой дом в 40 этажей;
  - Офисное здание в 30 этажей;
  - Два жилых дома в 28 этажей;
  - Пятизвёздочный отель в 28 этажей;
  - Два жилых дома в 18 этажей.

- футбольный стадион Ахмат Арена вместимостью 30 тысяч человек[100].
- В 2025 году в северо-западной части города строится квартал имени Президента России Владимира Путина[101][102].
- К 2026 году в городе планируется открыть еще один крупный архитектурный комплекс, который по проекту авторов должен стать одним из лучших на Северном Кавказе[103].

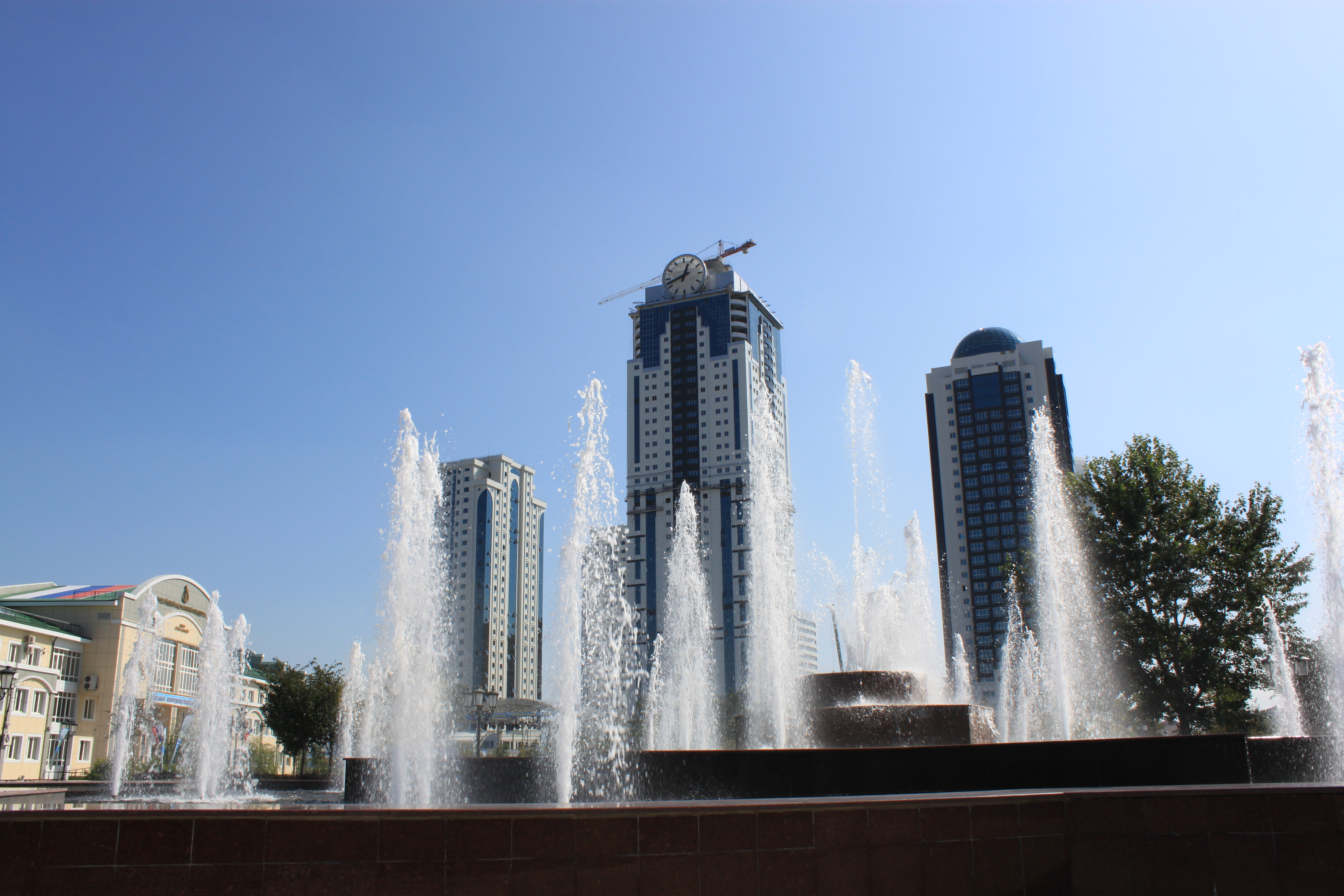
Грозный-сити
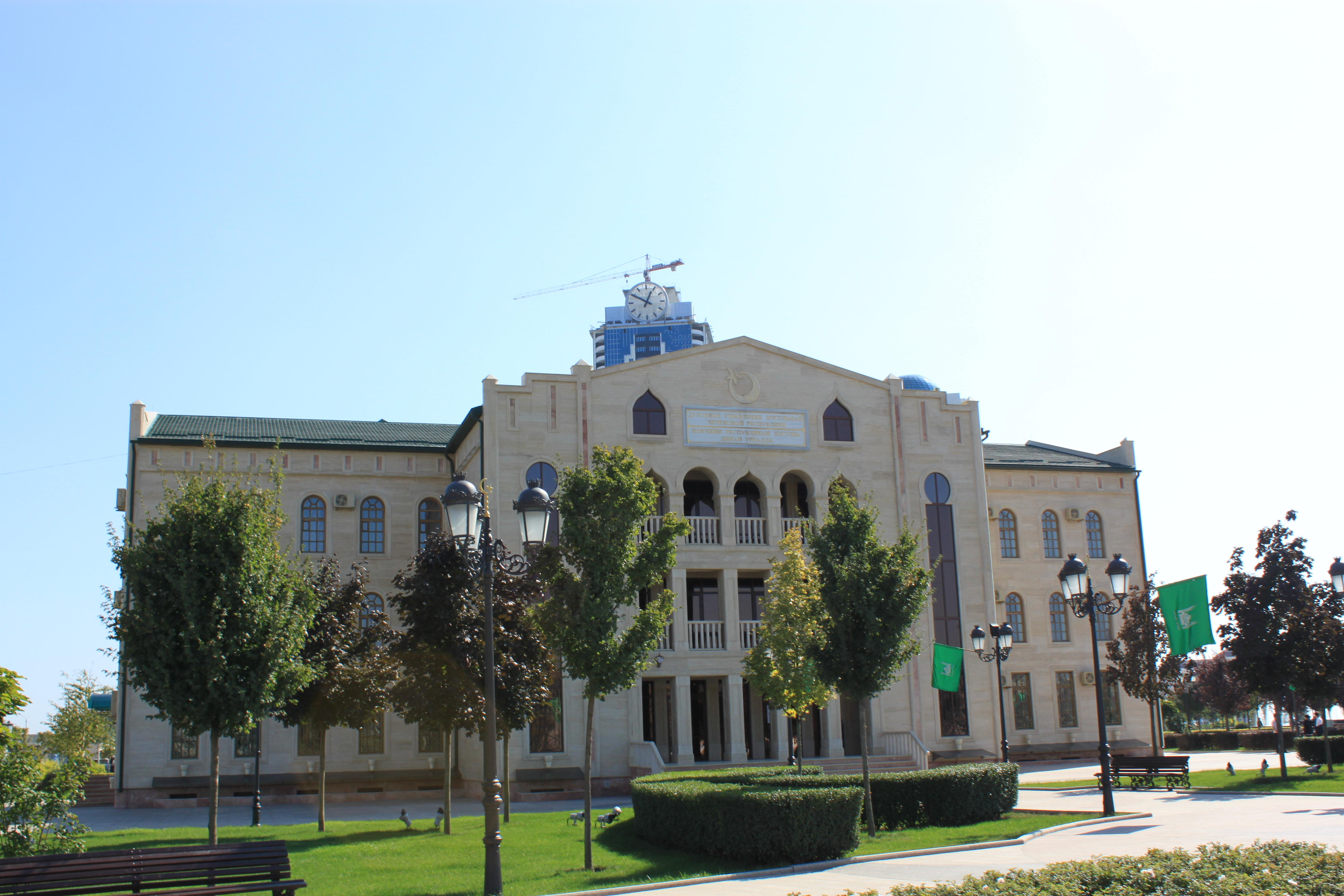
Духовное управление мусульман Чеченской Республики
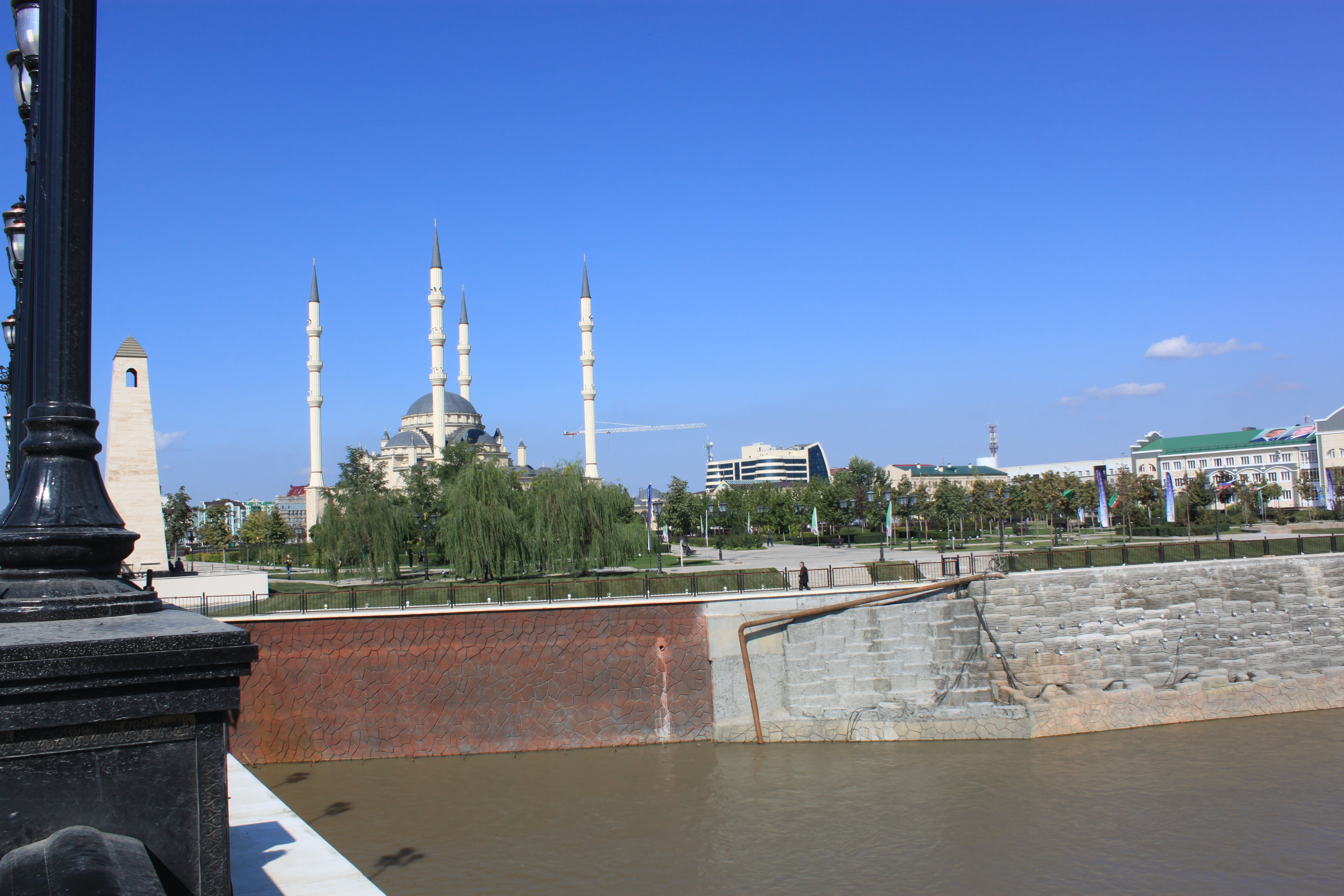
Мечеть Сердце Чечни и река Сунжа
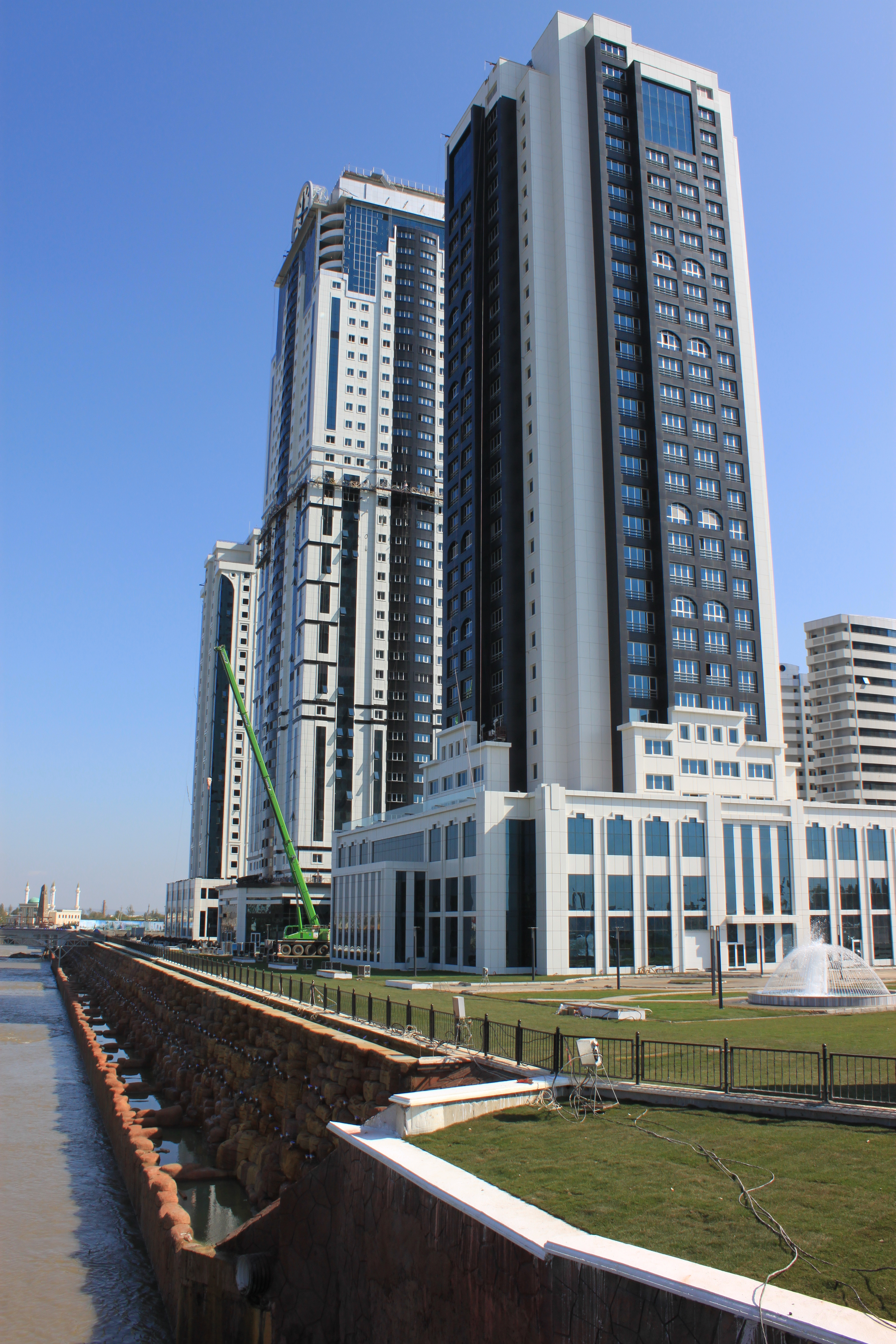
Грозный-сити и река Сунжа
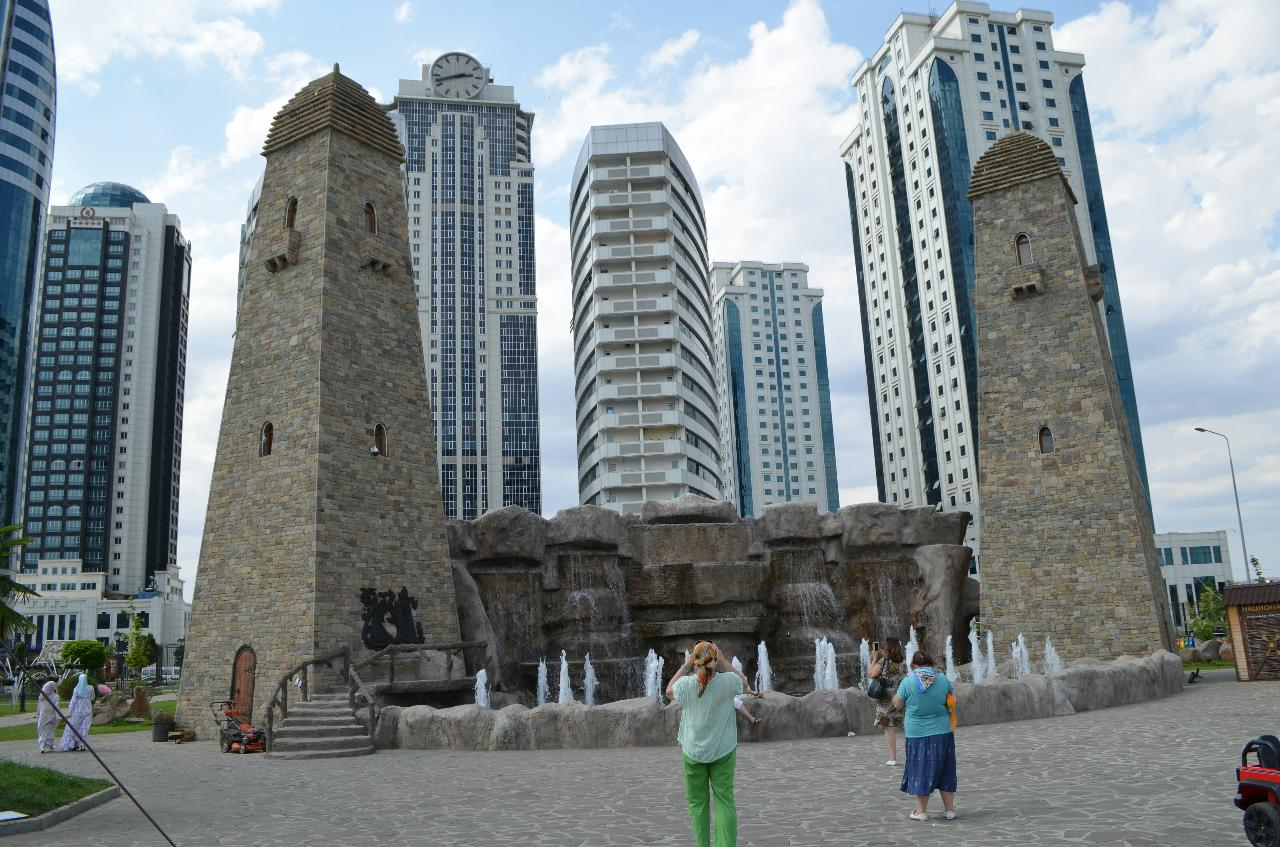
Памятник в виде горских башен на фоне «Грозный-сити»
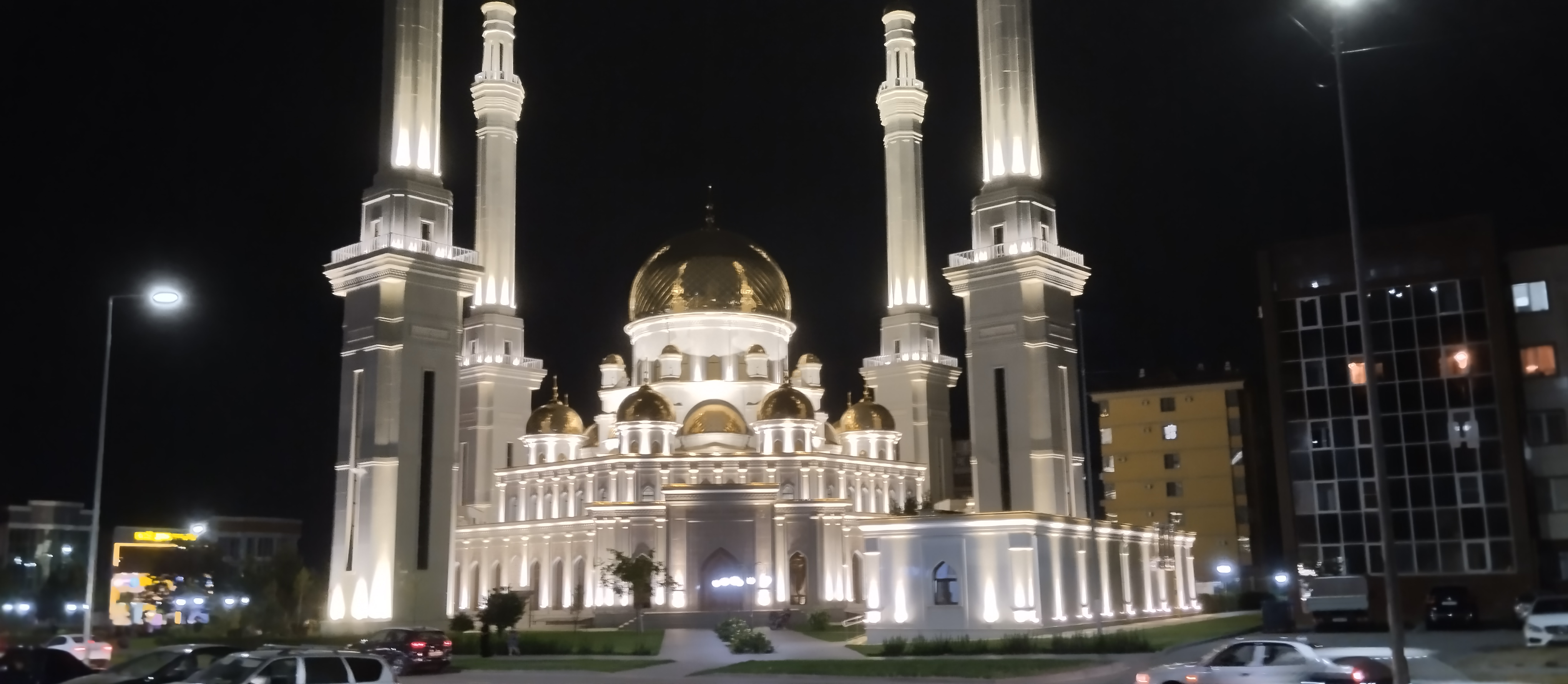
Мечеть имени Ибрагима, улица Жуковского

### Утраченная архитектура

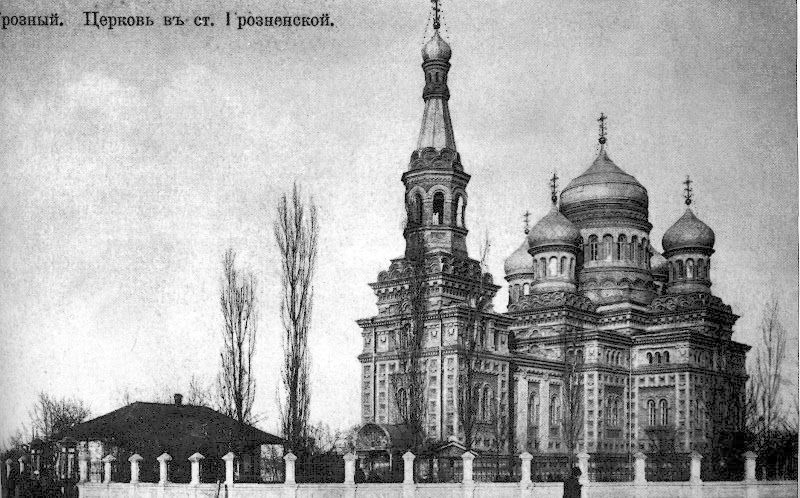
Собор Николая Чудотворца

В 1899—1902 годах в станице Грозненской, ныне входящей в городскую черту Грозного, был построен казачий собор Николая Чудотворца, разрушенный советской властью в 1932—1933 годах.
В городе некогда стояла Армянская церковь. Согласно плану города за 1923 год, находилась она в самом центре города, у левого берега реки Сунжа, по улице Дундуковской (ныне Бульвар Эсамбаева), между новым корпусом Нефтяного института и зданием средней школы № 2 (бывшая женская гимназия), соприкасаясь с территорией сквера имени М. Ю. Лермонтова. Снесли церковь в начале 1930-х годов
По итогам битвы за Грозный (1994—1995) городская архитектура понесла колоссальные потери. Были превращены в руины, а затем снесены Президентский дворец (бывшее здание Чечено-Ингушского обкома КПСС), музыкальное училище (бывшая ашкеназская синагога), дворец культуры имени Ленина, Национальный музей ЧРИ (бывшее Здание Азовско-Донского банка), здание республиканской библиотеки имени Чехова, здание Совета Министров Чечено-Ингушской АССР, здание средней школы № 2, Национальный архив ЧРИ (бывший костёл Сердца Иисуса), кинотеатр «Родина», Грозненский цирк и многие другие здания и сооружения.

## Экономика

### Промышленность
По состоянию на 2008 год промышленность Грозного представлена следующими крупными предприятиями:
- «Грознефтегаз»
- «Трансмаш»
- «Грозненский электромеханический завод»
- «Электропульт-Грозный»
- Грозненская экспериментальная мебельная фабрика
- Швейная фабрика «Беркат»
- Грозненский консервный завод
- 4 хлебозавода
- Кирпичный завод
- ДОК «Фагус»
- Завод «Чеченавто» (в пригороде)
- предприятие «Энергия+Плюс» (открыто в марте 2013 г.)

## Транспорт

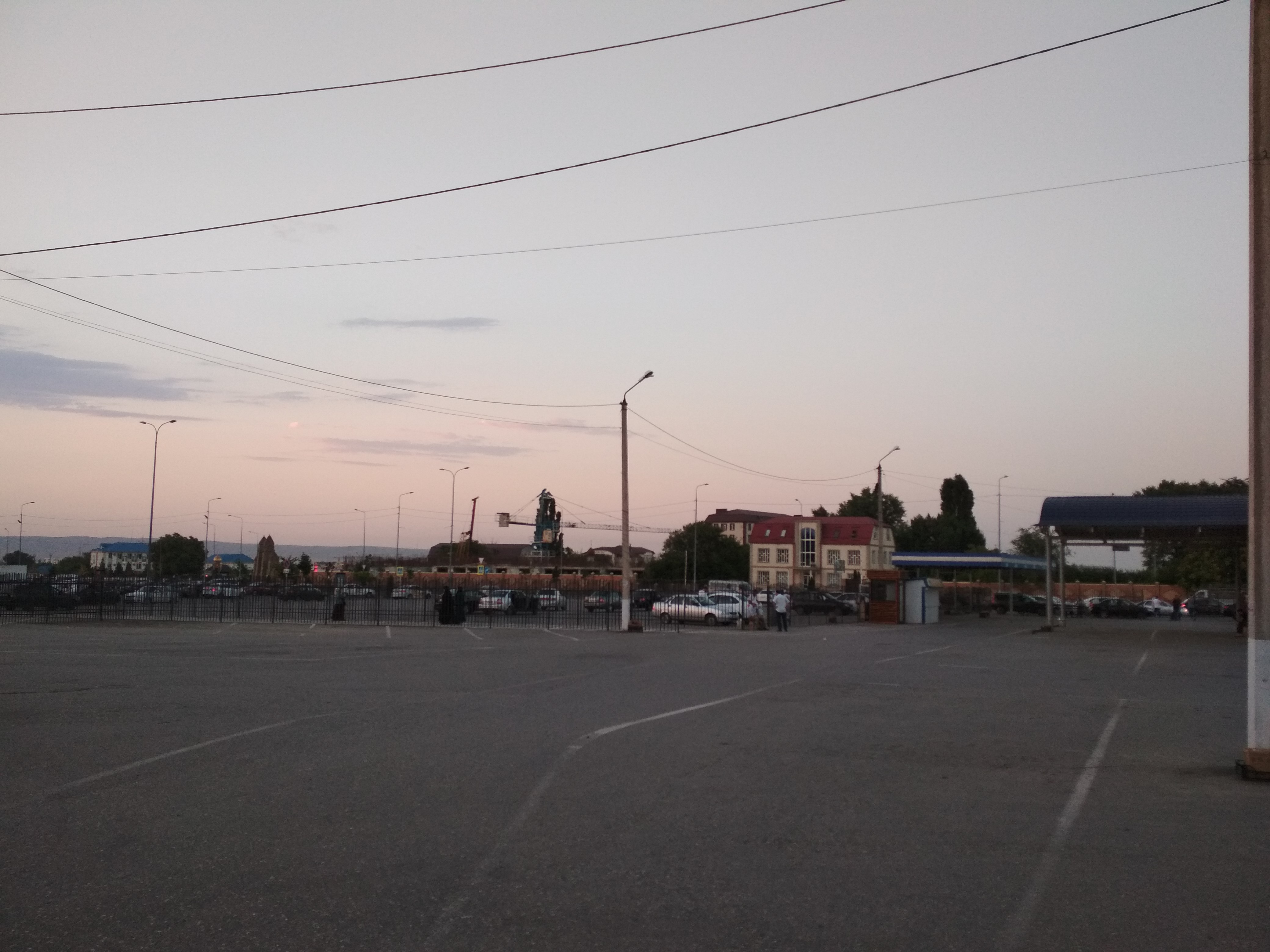
Автостанция Южная

## Образование
Вузы:
- Грозненский государственный нефтяной технический университет имени академика М. Д. Миллионщикова;
- Чеченский государственный педагогический университет;
- Чеченский государственный университет;
- Российский исламский университет.

## Культура

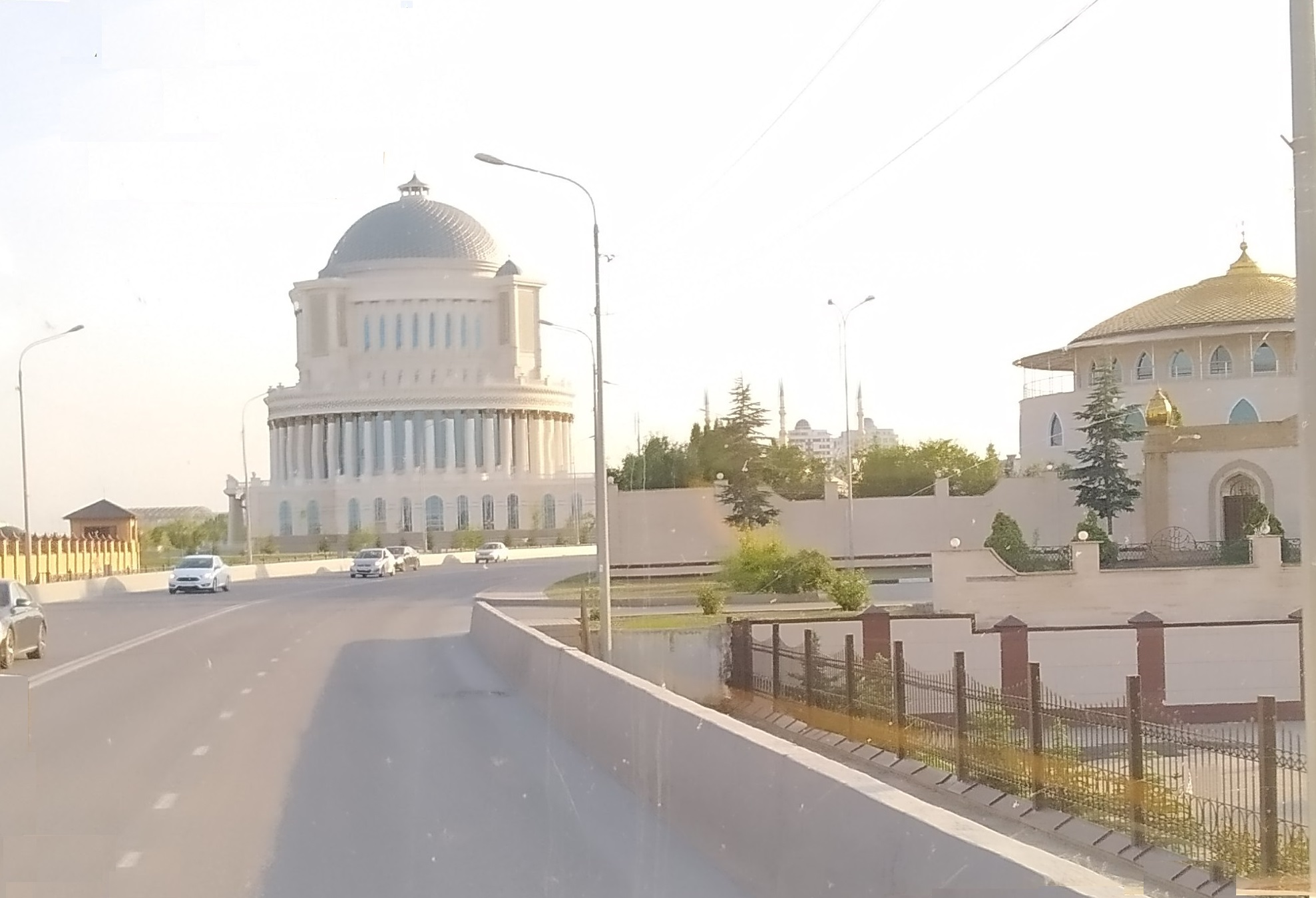
Дворец культуры имени Дагуна Омаева

- Дворец культуры имени Дагуна Омаева;
- Грозненский дельфинарий;

### Театры
- Грозненский русский драматический театр имени М. Ю. Лермонтова;
- Чеченский драматический театр имени Ханпаши Нурадилова;
- Чеченский государственный театр юного зрителя;
- Чеченский государственный молодёжный театр Серло.

### Библиотеки
- Национальная библиотека Чеченской Республики;
- Республиканская детская библиотека Чеченской Республики;

### Музыкальные учреждения
- Ансамбль «Вайнах»;
- Государственный симфонический оркестр Чеченской Республики;
- Чеченская государственная филармония;

### Музеи

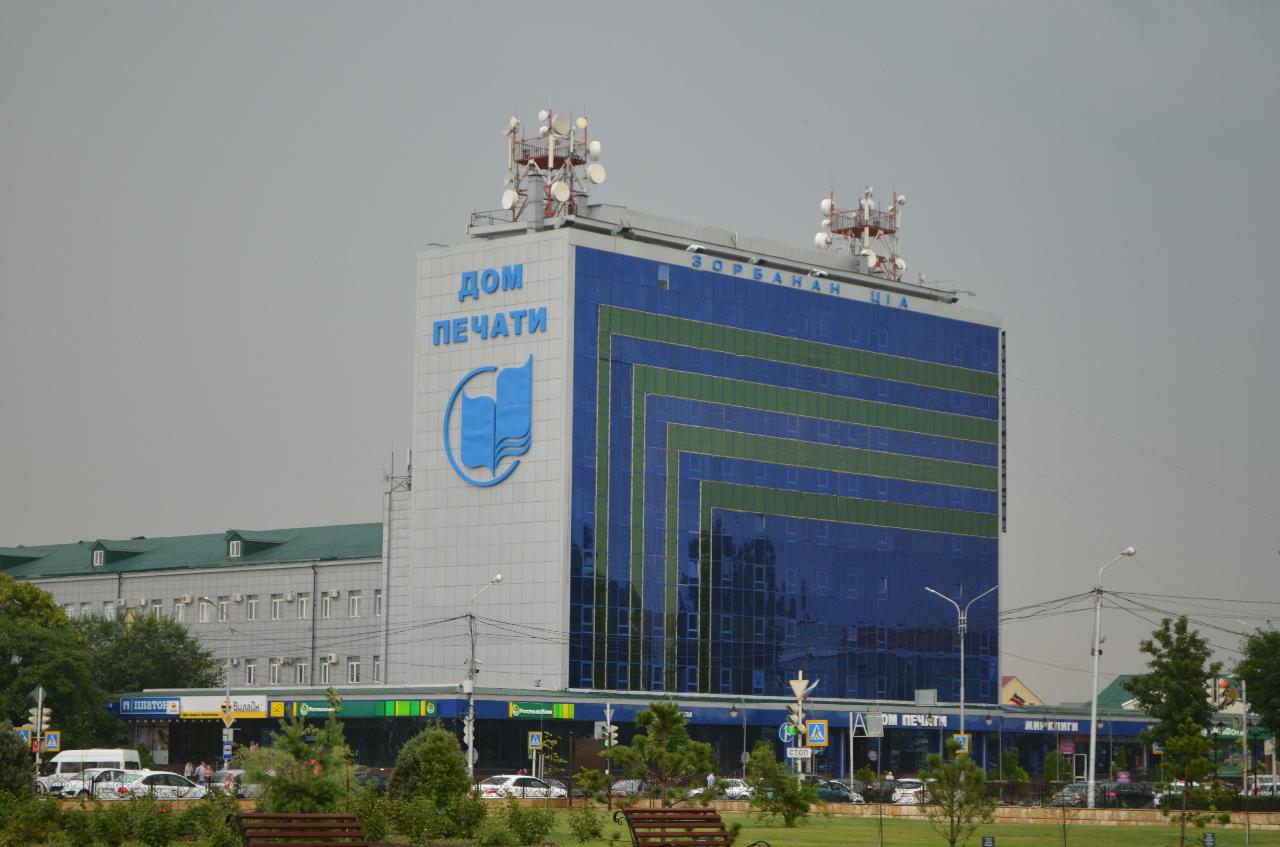
Восстановленный Дом печати

- Национальный музей Чеченской Республики.
- Чечено-Ингушский республиканский краеведческий музей (разрушен).
- Музей Ахмат-Хаджи Кадырова — входит в состав Мемориального комплекса Славы.
- Музей журналистики — открылся в январе 2013 года в Доме печати. Здесь же размещён уголок памяти чеченским журналистам, погибшим во время боевых действий на территории ЧР[105].

### Парки и места отдыха

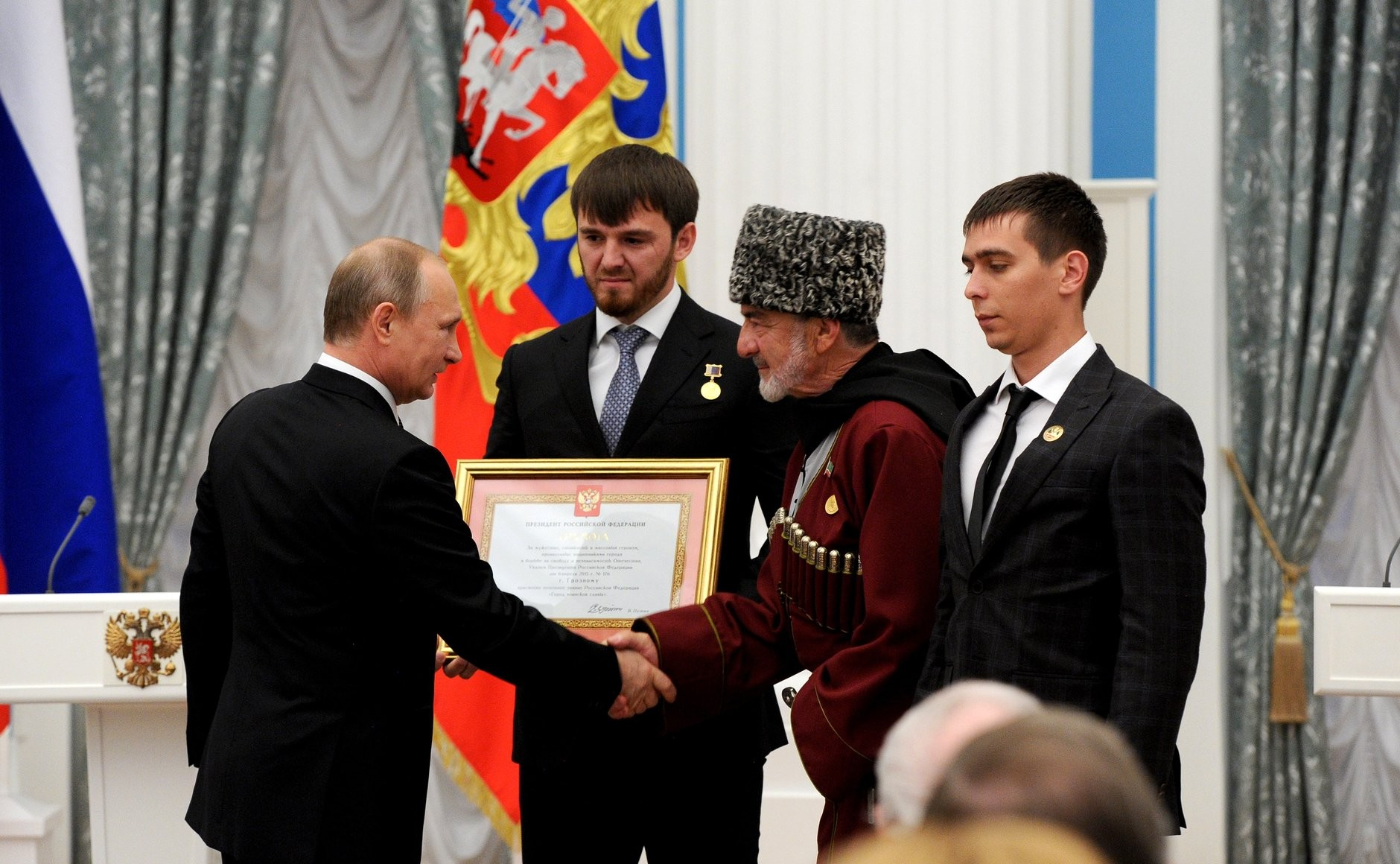
Грамота о присвоении почётного звания «Город воинской славы» вручается представителям Грозного. Москва. Кремль, 22 июня 2015 года

- Цветочный парк;
- Парк имени Хусейна бен Талала;
- Парк Материнской Славы;
- Парк Нефтяников;
- Сквер имени Петра Захарова;
- Сквер Журналистов;
- Комсомольский сквер.

## Памятники
Мемориал героям, павшим в боях за свободу и независимость Советской Родины в годы Великой Отечественной войны
- Стела «Город воинской славы»;
- Мемориал Славы:

- Памятник Мовлиду Висаитову
- Памятник Маташу Мазаеву
- Памятник «Фронтовая подруга»

- Вечный огонь Славы
- Стела «Победа»

- Мемориал сотрудникам МВД, погибшим в ходе контртеррористической операции (КТО);
- Памятник Михаилу Юрьевичу Лермонтову;
- Памятник Николаю Гикало, Асланбеку Шерипову и Гапуру Ахриеву;
- Памятник журналистам, погибшим за свободу слова;
- Памятник пожарным, погибшим при тушении пожаров от налётов фашистской авиации на Грозный;
- Памятник чеченской женщине;
- Памятник матери;
- Мемориал памяти жертв депортации;
- Обелиск героям Гражданской войны[106];
- Памятник Ханпаше Нурадилову.

Мемориал героям, павшим в боях за свободу и независимость Советской Родины в годы Великой Отечественной войны
Памятник Михаилу Юрьевичу Лермонтову
Памятник борцам революции Николаю Фёдоровичу Гикало, Асланбеку Джемалдиновичу Шерипову, Гапуру Саидовичу Ахриеву

Памятник Герою Советского Союза Мовлиду Алероевичу Висаитову, славным воинам-землякам защитникам Отечества
Памятник пожарным, погибшим при тушении пожаров от налётов фашистской авиации на Грозный
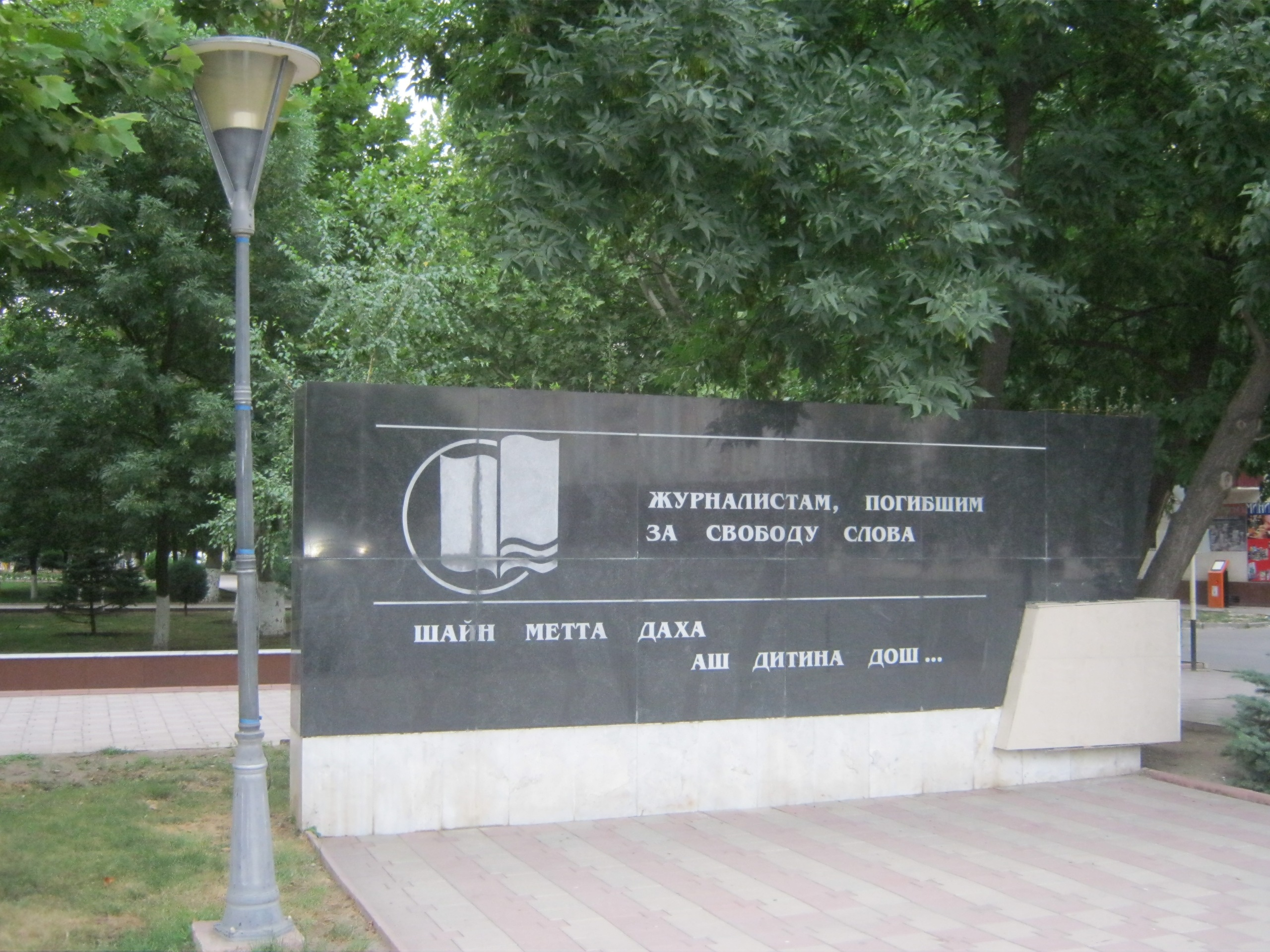
Памятник журналистам, погибшим за свободу слова

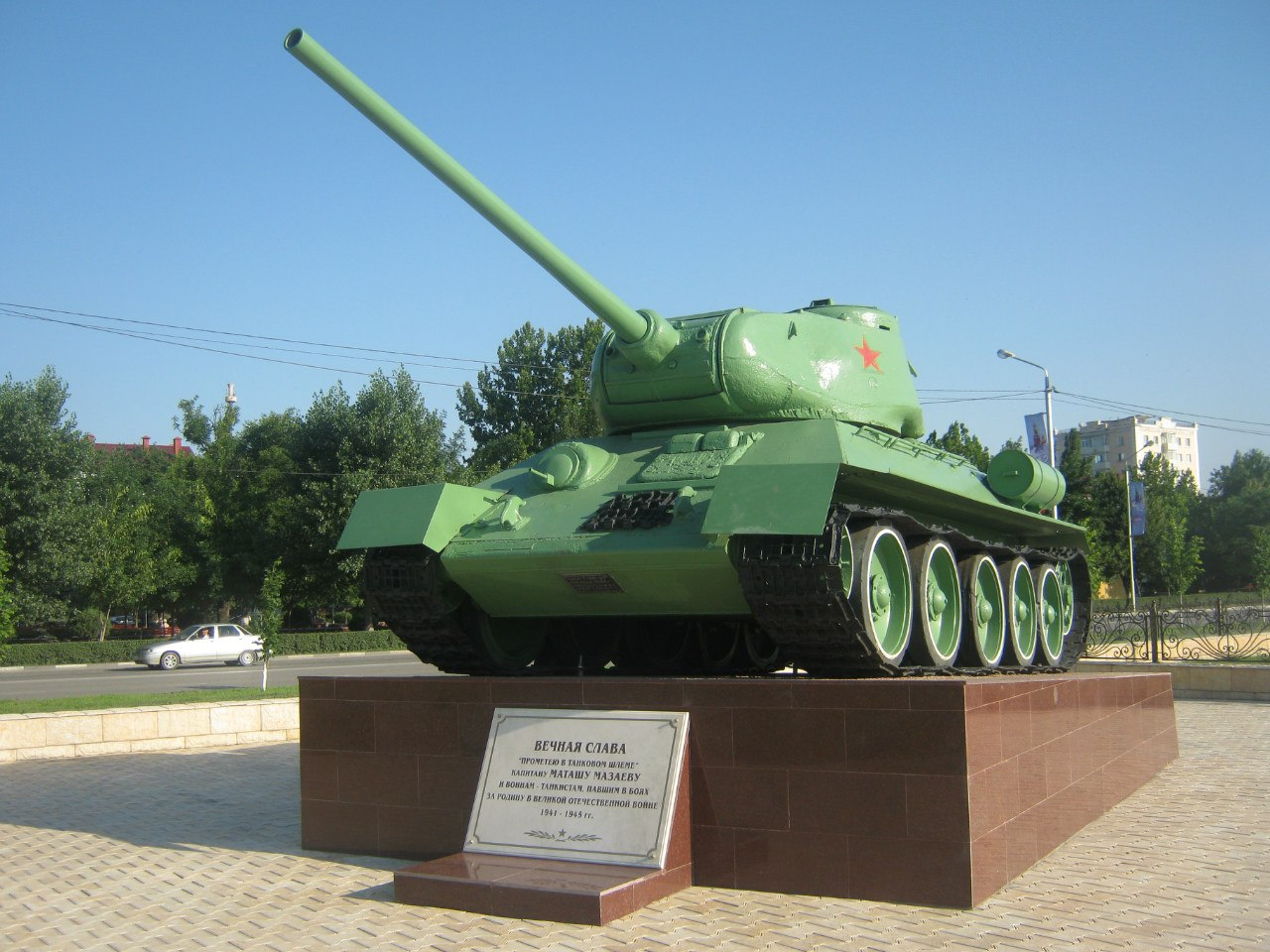
Памятник «Прометею в танковом шлеме» капитану Маташу Мазаеву и воинам-танкистам, павшим в боях Великой Отечественной войны
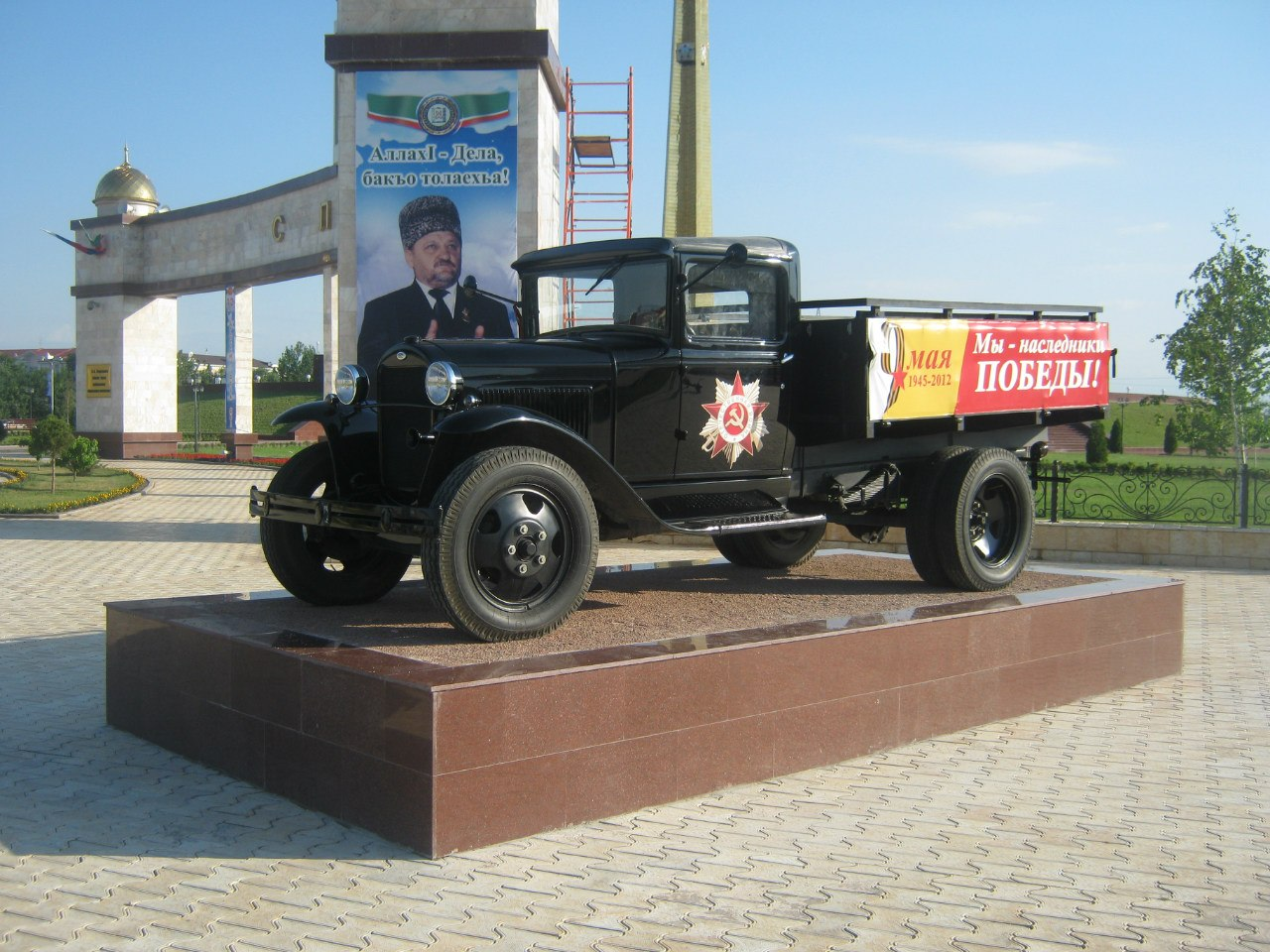
Памятник «Фронтовая подруга»
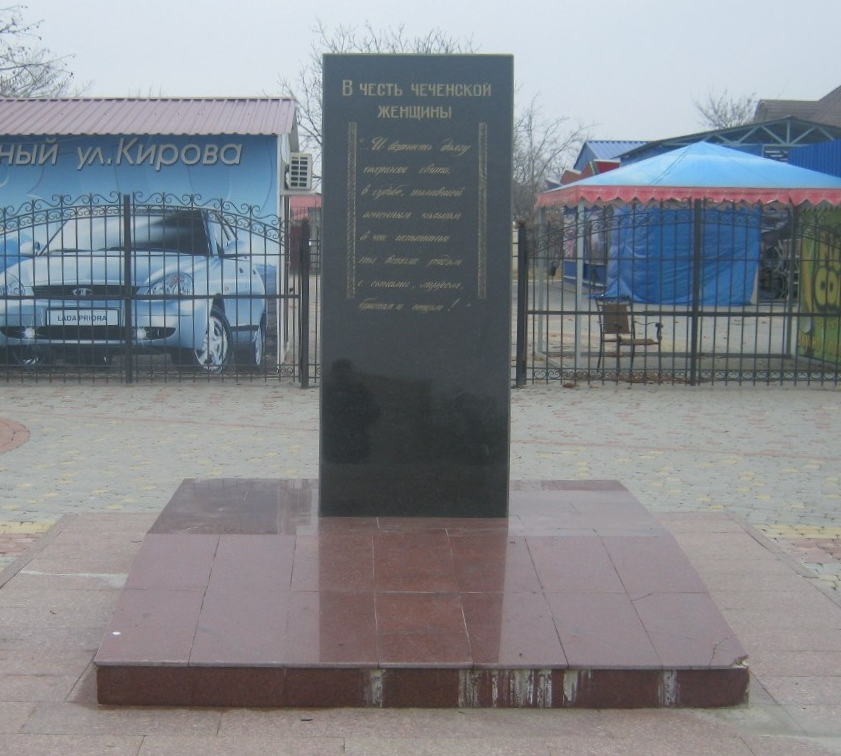
Памятник чеченской женщине

Памятник Герою России первому Президенту Чеченской Республики Ахмату Абдулхамидовичу Кадырову
Памятник Герою России первому Президенту Чеченской Республики Ахмату Абдулхамидовичу Кадырову
Памятник Герою России первому Президенту Чеченской Республики Ахмату Абдулхамидовичу Кадырову

Памятник чеченской матери
Памятный знак лучшему вратарю мира и олимпийскому чемпиону Льву Ивановичу Яшину
Памятный знак игроку футбольного клуба «Терек» Умару Абдулаевичу Садаеву

## Средства массовой информации
- Телерадиокомпания «Грозный»

Газеты
- «Вести республики»
- «Грозненский рабочий»
- «Даймохк»
- «Зори ислама»
- «Из рук в руки. Грозный»
- «Молодёжная смена»

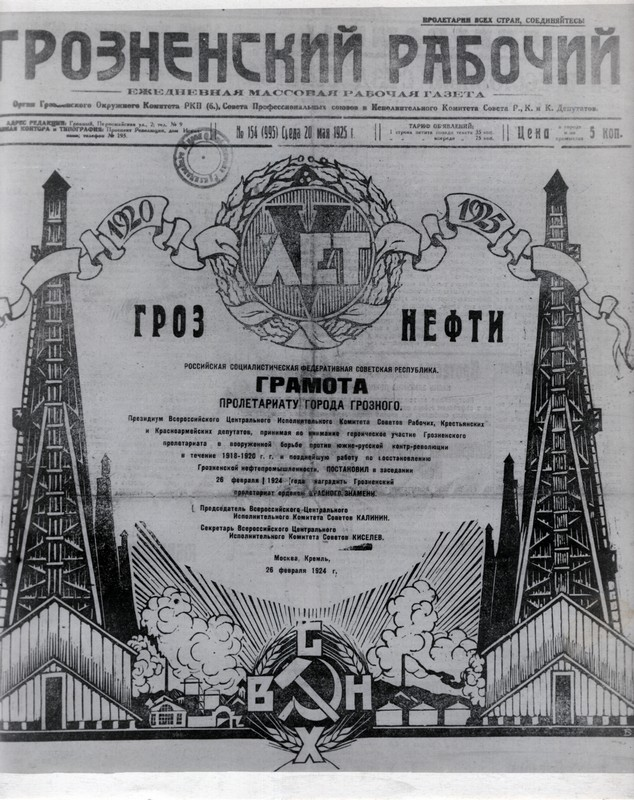
Грамота ВЦИК о награждении Грозненского пролетариата орденом Красного Знамени. Публикация грамоты в газете «Грозненский рабочий», 20 мая 1925 года.

- «Чеченское общество» (не издаётся)
- «Грозненские новости» (не издаётся)(1914)
- «Грозненский торгово-промышленный бюллетень»
- «Грозненский листок» (не издаётся)(1906)

Журналы
- «Вайнах»
- «Нана»
- «Орга»
- «Стелаӏад» (рус. «Радуга»; детский)
- «Труды Терское отделение Императорского русского технического общества»
- «Грозненское нефтяное дело за 1894 г.»

FM-радиостанции
- 89,3 МГц — Русское радио
- 90,1 МГц — Радио «Маяк»
- 91,0 МГц — Радио «Путь ислама»
- 91,7 МГц — Авторадио
- 99,0 МГц — Детское радио (ПЛАН)
- 99,4 МГц — Вести FM
- 101,9 МГц — Радио «Даймохк»
- 103,6 МГц — Радио России/ГТРК Вайнах
- 105,4 МГц — Радио «Грозный»
- 107,7 МГц — «Милицейская волна»

## Спорт

### Спортивные клубы
- ФК «Ахмат» — обладатель Кубков России (2003/2004) и Турции (2012; товарищеский турнир — не является Кубком Турции[107]). Основан в 1946 году.
- Волейбольный клуб «Грозный» — семикратный чемпион РСФСР (1947, 1950, 1960—1962, 1976, 1977 гг.), десятикратный чемпион Российского совета и трёхкратный чемпион Центрального совета спортивного общества «Спартак», неоднократный чемпион и призёр Спартакиад народов РСФСР, участник чемпионата СССР среди команд Высшей лиги (1960—1964, 1966 годы).
- Беркут — спортивный клуб, объединяющий бойцов смешанных единоборств. Создан в 2010 году.

### Спортивные сооружения
- «Ахмат Арена» — домашняя арена футбольного клуба «Терек». Вмещает 30.597 зрителей. Построен в 2006—2011 годах.
- «Колизей» — спортивный комплекс вместимостью 4200 человек. Введён в эксплуатацию в 2014 году.
- Крепость «Грозная» — автодром мирового уровня. Арена рассчитана на 1600 зрителей. Открыт 24 августа 2015 года.
- Дворец волейбола;
- Стадион имени Султана Билимханова.

## Религия

### Ислам

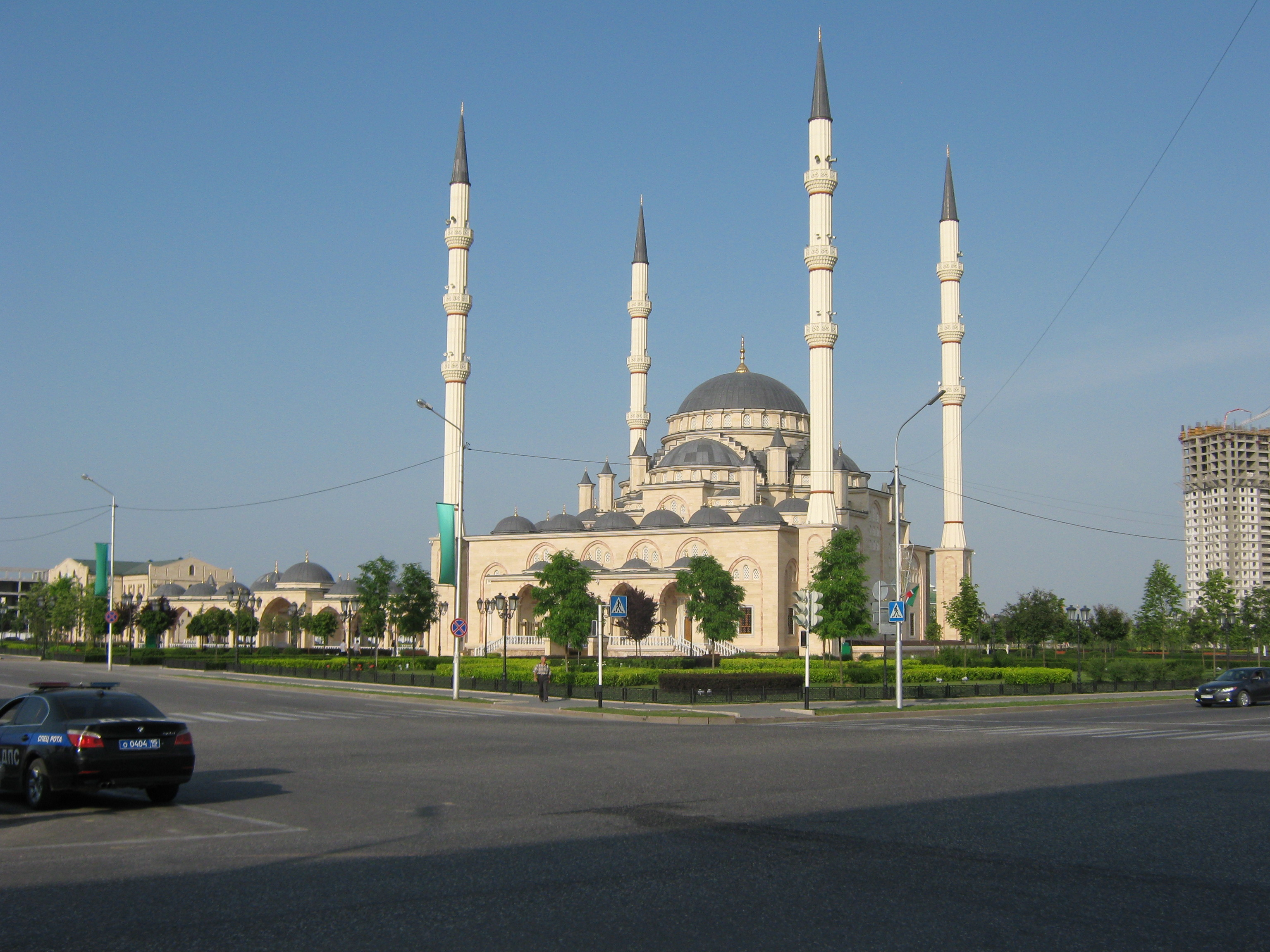
Мечеть «Сердце Чечни»

Основной религиозной конфессией в городе, как и во всей Чечне, является ислам суннитского толка, который представлен в виде двух суфистских школ (тарикатов) — накшбандия и кадирия.
Грозный является местом пребывания муфтията (духовного управления мусульман) Чеченской Республики. В центре города к 2009 году возведён исламский комплекс общей площадью почти 14 гектаров. На его территории находятся мечеть «Сердце Чечни», офис Духовного управления мусульман Чечни, где расположена резиденция муфтия Чечни, Российский исламский университет им. Кунта-хаджи Кишиева, исламская библиотека, общежитие для студентов и гостиница. У мечети есть собственные теле- и радиостудии.

### Христианство
В Грозном присутствует христианство в виде православной общины. Город — центр Грозненского благочиния Владикавказской и Махачкалинской епархии Русской православной церкви. В 2006 году был восстановлен православный храм Михаила Архангела, наполовину разрушенный в ходе двух чеченских войн.
До 1998 года в Грозном существовала община евангельских христиан-баптистов. В настоящее время церковь прилагает усилия для её возрождения.

## Знаменитые уроженцы
- Известные уроженцы

## В филателии

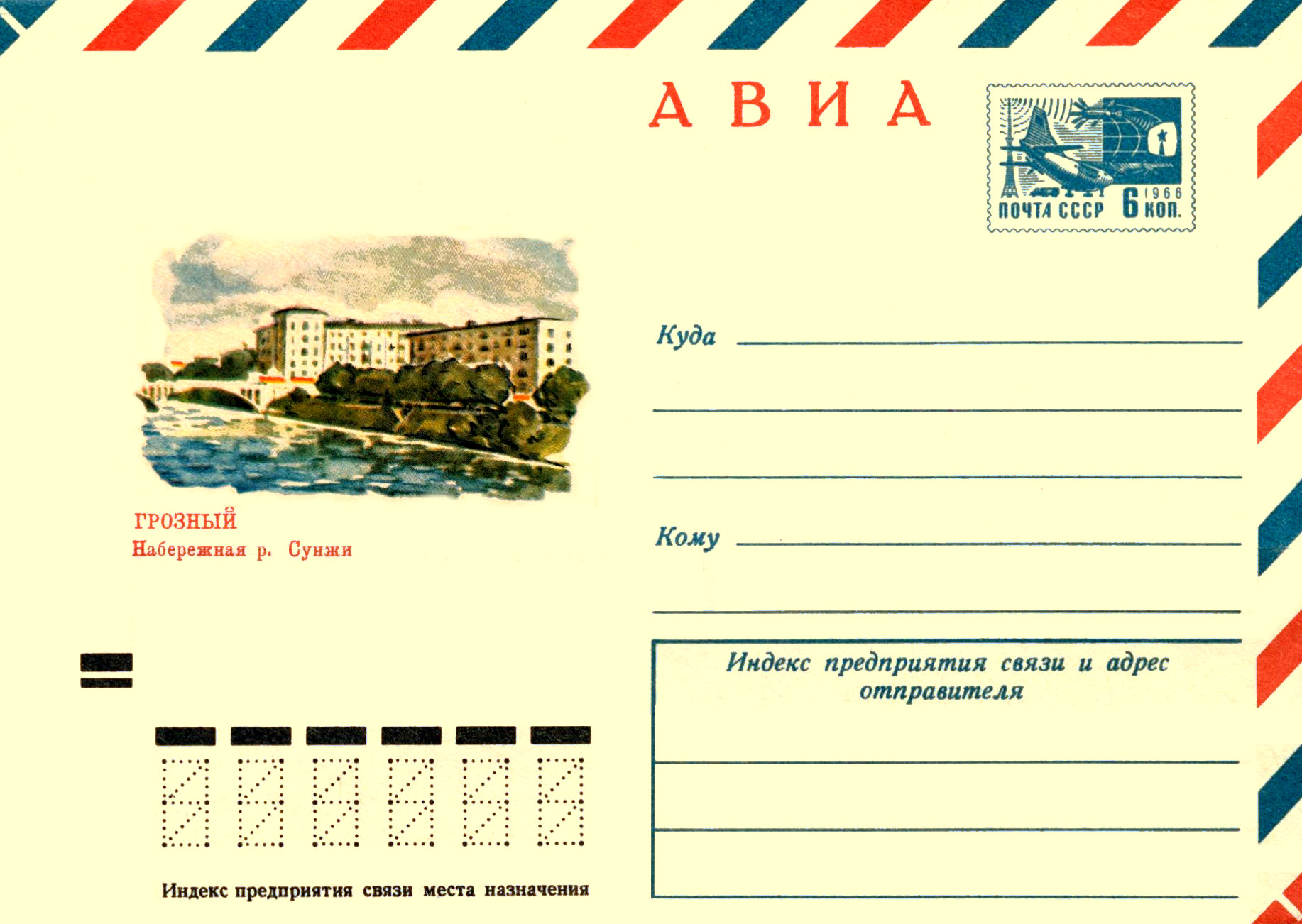
Грозный. Набережная реки Сунжи. Конверт СССР. 1972 год.

В советский период было выпущено более 25 художественных маркированных конвертов и несколько марок с изображениями видов Грозного. В 2016 году, по случаю присвоения городу звания «Город воинской славы», была выпущена посвящённая этому событию марка.

## В искусстве
- Первое художественное произведение о Колонии им. Горького (Остроменцкая Н. Повесть о Решиде и Мишке. www.makarenko-museum.ru. Дата обращения: 17 ноября 2024.. Грозный, 1979 г. 134 с. (1-е издание в 1930 г.) — было написано воспитателем Остроменцкой Н. Ф., несколько лет трудившейся в детских домах Чечни, а в 1926 году три месяца бывшей воспитателем в Колонии им. Горького у А. С. Макаренко. Она же написала и первый документальный очерк о Колонии им. Горького.
- В 1970 году композитор Оскар Фельцман написал «Песню о Грозном» на слова Нурдина Музаева[113][114].
- Композитор Аднан Шахбулатов написал песню «Сан гӏала» («Мой город») которую исполнял Мовлад Буркаев[115][116]. Али Димаев исполняет песню с тем же названием, которую он написал на стихи поэта Мусы Ахмадова[117][118].
- В репертуаре чеченской певицы Хеды Хамзатовой есть песня «Грозный мой».
- Лиза Умарова исполняет «Песню о Грозном»[119] и «Грозный — город-герой»[120].
- В 2018 году Тимати написал песню «Грозный»[121].
- В 2019 году издана книга «Грозный в стихах» (составитель Сацита Исраилова)[122].
- Грозному посвящена песня «Грозный — город моего детства»[123]. В. Б. Виноградов исполняет другую песню с таким же названием[124].

## В нумизматике

Памятная монета 10 рублей (2015 г.)

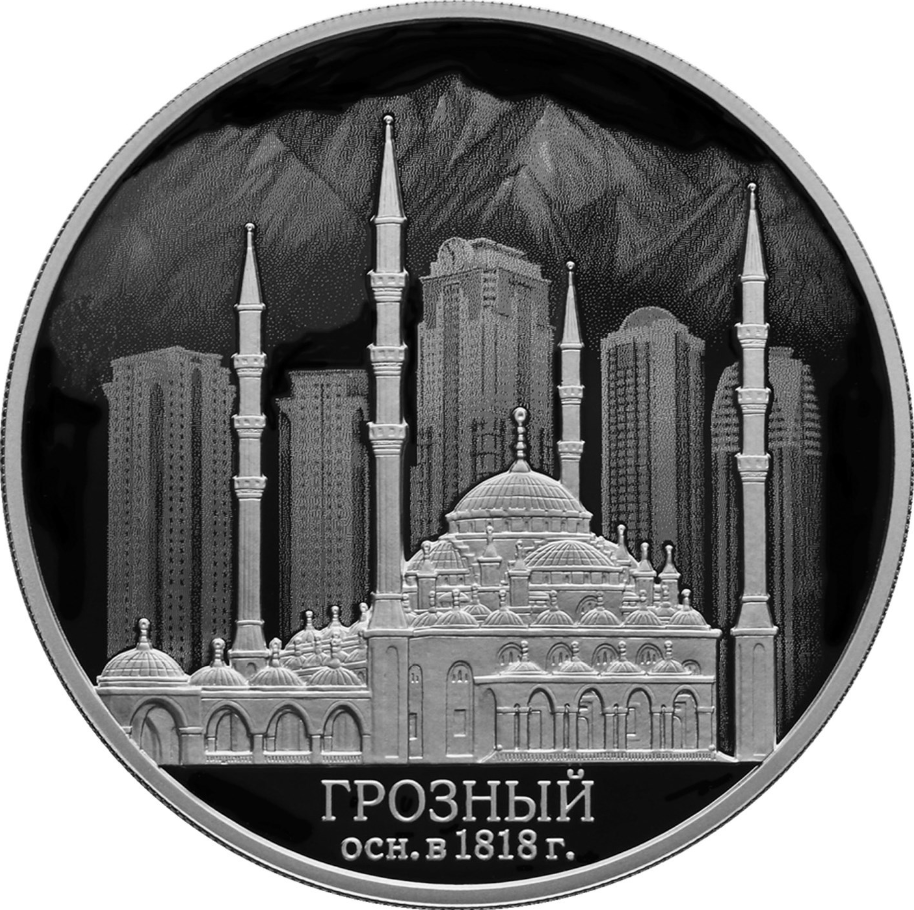
Серебряная памятная монета 3 рубля (2018 г.)

6 апреля 2015 года Грозному было присвоено звание «Город воинской славы». По этому случаю была выпущена почтовая марка, а Банком России была выпущена памятная монета достоинством 10 рублей.
5 сентября 2018 года Банк России выпустил в обращение памятную серебряную монету номиналом 3 рубля «200-летие основания г. Грозного».

## Города-побратимы
В начале 1980-х годов побратимом Грозного стал венгерский город Татабанья. В июне 1982 года в Грозном было открыто одноимённое кафе.
В мае 2012 года в турецком городе Сивас правительственная делегация из Чечни приняла участие в открытии Чеченского культурного центра. В ходе этого визита Сивас и Грозный были объявлены городами-побратимами.
В марте 2022 года Варшава расторгла соглашения с Грозным из-за вторжения России на Украину.
9 августа 2023 года мэр Грозного Хас-Магомед Кадыров и глава администрации оккупированного Россией Мариуполя Олег Моргун подписали в Мариуполе соглашение о том, что эти два города стали побратимами. Документ подразумевает сотрудничество по ряду направлений, включая научно-техническое и торгово-экономическое.